# Reino de Roma
Reino de Roma (em latim: Regnum Romanum), também designado como monarquia romana ou período régio, é a expressão utilizada por convenção para definir o estado monárquico romano desde a sua origem (21 de abril de 753 a.C.) até a queda da realeza em 509 a.C.. A documentação deste período é precária e até mesmo os nomes dos reis são incertos, citando-se apenas os reis lendários, apresentados nas obras de Virgílio (Eneida) e Tito Lívio (Ab Urbe condita libri). Suas origens são imprecisas, se bem parece claro que foi a primeira forma de governo da cidade, um dado que a arqueologia e a linguística parecem confirmar.
Segundo a tradição lendária, Roma foi governada por sete reis.[a] Os antigos atribuem a cada soberano uma inovação para a formação das instituições romanas: Rômulo (r. 753–717 a.C.) fundou a cidade e raptou as sabinas; Numa Pompílio (r. 717–673 a.C.) criou as instituições religiosas, os sacerdócios e os ritos; Túlio Hostílio (r. 673–642 a.C.) destruiu Alba Longa; Anco Márcio (r. 640–616 a.C.) fundou a colônia de Óstia; Tarquínio Prisco (r. 616–579 a.C.) realizou grandes trabalhos de construção em Roma; Sérvio Túlio (r. 578–535 a.C.) dividiu a sociedade romana em classes censitárias; e Tarquínio, o Soberbo (r. 534–509 a.C.) representou o típico tirano romano.
O rei (rex) acumulava funções executivas, judiciais, legislativas e religiosas. A ratificação de leis era feita pela Assembleia das cúrias, composta por todos os cidadãos em idade militar (até 45 anos), e o senado, ou "conselho de anciões", atuava como conselho régio e escolhia novos reis. Na fase final da realeza, a partir do fim do século VII a.C., Roma foi dominada pelos etruscos. Eles influenciaram os romanos tanto no plano cultural (disseminação do uso de túnicas, práticas religiosas e culto a novos deuses), como no plano material (ampliação do comércio e criação de canais de drenagem para secagem de pântanos locais).
As crônicas tradicionais, que chegaram até a atualidade através de autores como Tito Lívio, Plutarco, Dionísio de Halicarnasso entre outros, contam que houve uma sucessão de sete reis. A cronologia tradicional, narrada por Marco Terêncio Varrão, mostra que foram 243 anos de duração total para estes reinados, isto é, há uma média de 35 anos por reinado (muito maior que qualquer dinastia documentada), ainda reavaliada atualmente, desde o trabalho de Barthold Georg Niebuhr. Os reinados dos primeiros monarcas levantam grandes dúvidas aos historiadores, devido à sua grande duração média e ao fato de alguns parecerem estar arredondados.

## Fundação

### Lenda

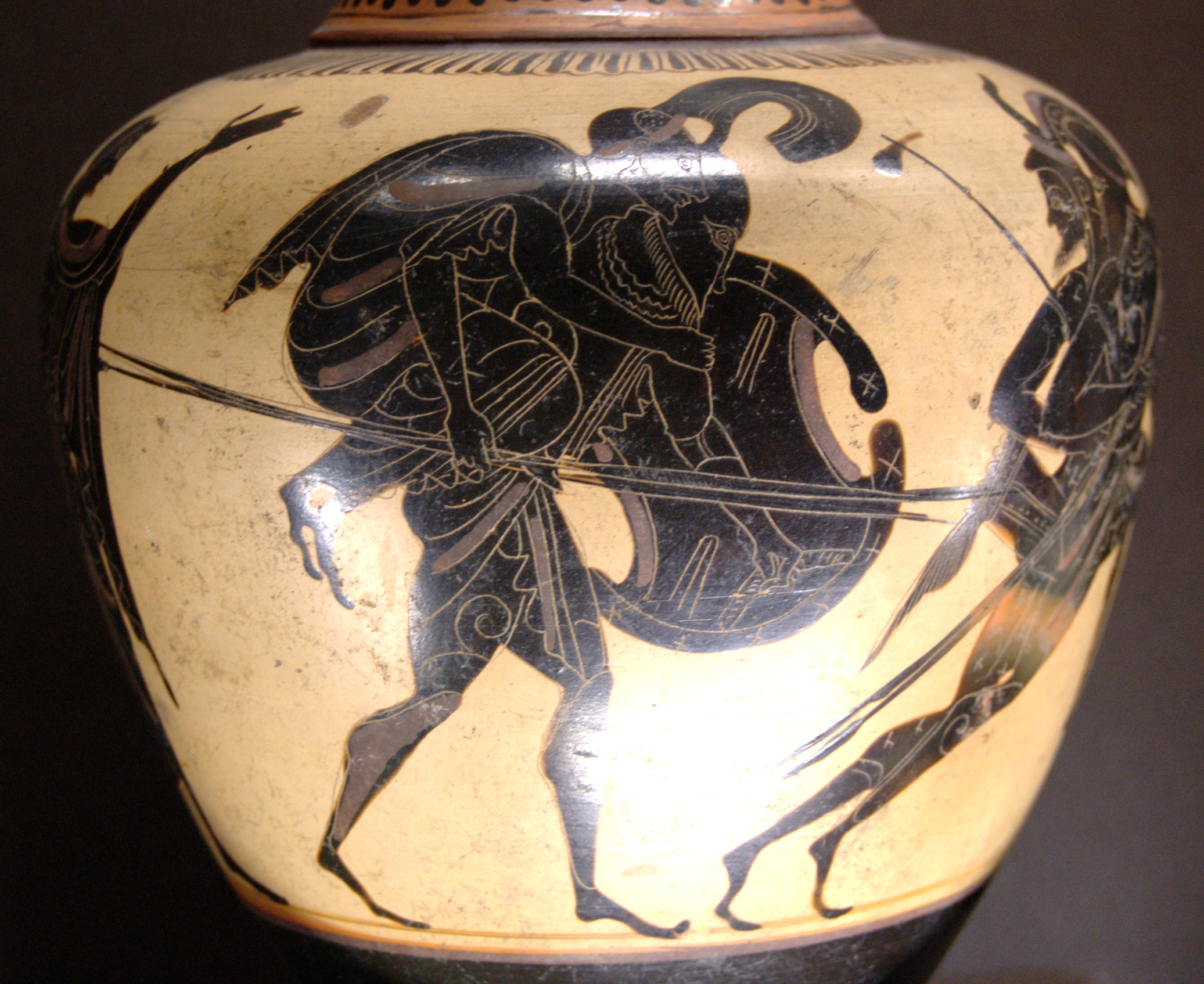
Eneias carregando Anquises (enócoa com pintura negra ática), Museu do Louvre

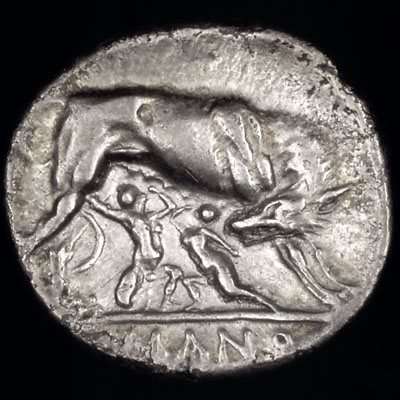
Verso de um didracma romano, autor anônimo (ca. 269-)

Na Eneida de Virgílio e na Ab Urbe condita libri de Tito Lívio, Eneias, filho da deusa Vênus foge de Troia com seu pai Anquises, seu filho Ascânio e os sobreviventes da cidade. Com este realiza diversas peregrinações que o levam, por fim, ao Lácio, na Itália, onde é recebido pelo rei local, Latino, que oferece a mão de sua filha, Lavínia. Isto provoca a fúria do rei dos rútulos, Turno, um poderoso monarca itálico que havia se interessado por ela. Uma terrível guerra entre as populações da península eclode e como resultado, Turno é morto. Eneias, agora casado, funda a cidade de Lavínio em homenagem a sua esposa. Seu filho, Ascânio, governa na cidade por trinta anos até que resolve se mudar e fundar sua própria cidade, Alba Longa.
Cerca de 400 anos depois, o filho e legítimo herdeiro do décimo-segundo rei de Alba Longa, Numitor, é deposto por um estratagema de seu irmão Amúlio. Para garantir o trono, Amúlio assassina os descendentes varões de Numitor e obriga sua sobrinha Reia Sílvia a tornar-se vestal (sacerdotisa virgem, consagrada a deusa Vesta), no entanto, esta engravida do deus Marte e desta união foram gerados os irmãos Rômulo e Remo (nascidos em março de 771 a.C.). Como punição Amúlio prende Reia em um calabouço e manda jogar seus filhos no rio Tibre. Por milagre o cesto onde estavam as crianças acaba se atolando em uma das margens do rio no sopé do monte Palatino onde são encontrados por uma loba que os amamenta; próximos às crianças estava um pica-pau, ave sagrada para os latinos e para o deus Marte, que os protege. Tempos depois, um pastor de ovelhas chamado Fáustulo encontra os meninos próximo ao pé da Figueira Ruminal (Ficus Ruminalis), na entrada de uma caverna chamada Lupercal. Ele os recolhe e leva-os para sua casa onde são criados por sua mulher Aca Larência.
Rômulo e Remo crescem junto dos pastores da região praticando caça, corrida e exercícios físicos; saqueavam as caravanas que passavam pela região à procura de espólio. Em um dos assaltos, Remo é capturado e levado para Alba Longa. Fáustulo, então, revela a Rômulo a história de sua origem. Este parte para a cidade de seus antepassados liberta seu irmão, mata Amúlio, repõe Numitor no trono e dá a sua mãe todas as honrarias que lhe eram devidas. Percebendo que não teriam futuro na cidade, os gêmeos decidem partir da cidade junto com todos os indesejáveis para então fundarem uma nova cidade no local onde foram abandonados. Rômulo queria chamá-la Roma e edificá-la no Palatino, enquanto Remo desejava nomeá-la Remora e fundá-la sobre o Aventino. Como forma de decidir, foi estabelecido que se deveria indicar através dos auspícios, quem seria escolhido para dar o nome à nova cidade e reinar depois da fundação. Tal gerou divergência entre os espectadores o que originou uma acirrada discussão entre os irmãos que terminou com a morte de Remo. Uma versão alternativa afirma que, para surpreender o irmão, Remo teria escalado o recém-construído pomério quadrangular da cidade e, tomado em fúria, Rômulo tê-lo-ia assassinado.

### Arqueologia

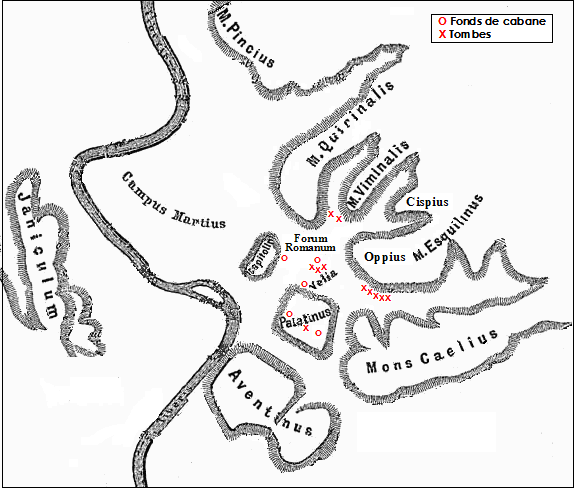
Mapa das Sete colinas de Roma

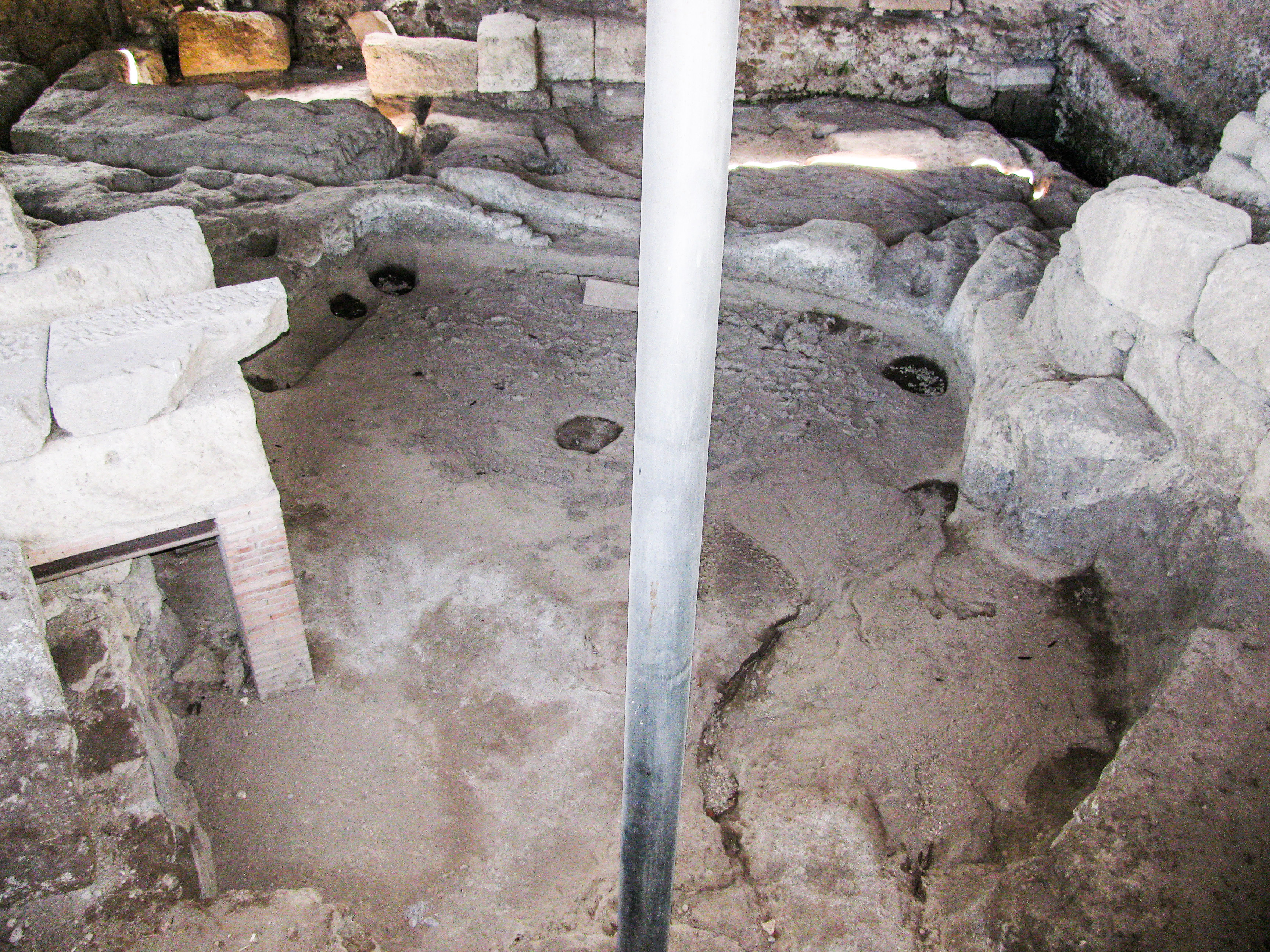
Cabanas primitivas encontradas no monte Palatino (século VIII a.C.)

Autores clássicos como Tito Lívio, Plutarco e Dionísio de Halicarnasso basearam seus relatos em fragmentos de obras de escritores mais antigos, como Helânico de Mitilene, autor grego do século V a.C. Além disso, tais autores, tentaram encontrar explicações racionais para passagens improváveis do mito de criação da cidade, como a loba capitolina. Os romanos designavam pela mesma palavra, lupa, a fêmea do lobo e a prostituta. Dessa forma, historiadores afirmam que na realidade a ama dos gêmeos teria sido Aca Larência, mulher de Fáustulo, que teria exercido o ofício de prostituta.
Os primeiros habitantes de Roma, os latinos e sabinos, integram o grupo de populações indo-europeias originárias da Europa Central que vieram para a península Itálica em ondas sucessivas em meados do milênio II a.C.; Velho Lácio (Latium Vetus) era o antigo território dos latinos, atualmente o sul do Lácio; em caso de perigo, as habitações latino-sabinas uniam-se em confederações para enfrentar seus inimigos.[b] As colinas de Roma começaram a ser ocupadas nos primórdios do milênio I a.C.; restos arqueológicos datados entre os séculos XIV-X a.C. são as primeiras evidências de habitação no Palatino. Três recintos muralhados sucessivos sobrepostos foram datados no local, dois dos séculos VIII-VII a.C. e um dos séculos VII-VI a.C..

#### Localização
Roma cresceu na margem esquerda de um trecho navegável do rio Tibre, a cerca de 25 quilômetros de sua foz, portanto com acesso fácil ao mar Tirreno. Tinha as vantagens de uma posição ao mesmo tempo marítima e do interior. Situada a cerca de vinte quilômetros das colinas Albanas, que constituem uma defesa natural, numa planície suficientemente afastada do mar, a cidade não precisaria temer incursões dos piratas. Além disso, tanto o próprio rio (e a ilha Tiberina) como os montes Capitólio e Palatino operavam como cidadelas naturais facilmente defensáveis. Contudo, o maior trunfo de Roma quanto a sua localização foi a proximidade com o rio Tibre. Este desempenhou um papel fundamental no desenvolvimento econômico da cidade porque as mercadorias que provinham do mar tinham que subir pelo curso do rio para serem dirigidas quer para a Etrúria, quer para a Campânia grega (Magna Grécia). Desse modo, Roma era capaz de monopolizar o tráfego terrestre, uma vez que estava situada na intersecção das principais estradas do interior italiano. Além disso, por haver importantes salinas nas proximidades da cidade, Roma conseguiu transformar-se em ponto de mercado perfeito da "via do sal", futuramente conhecida como via Salária.

#### Desenvolvimento

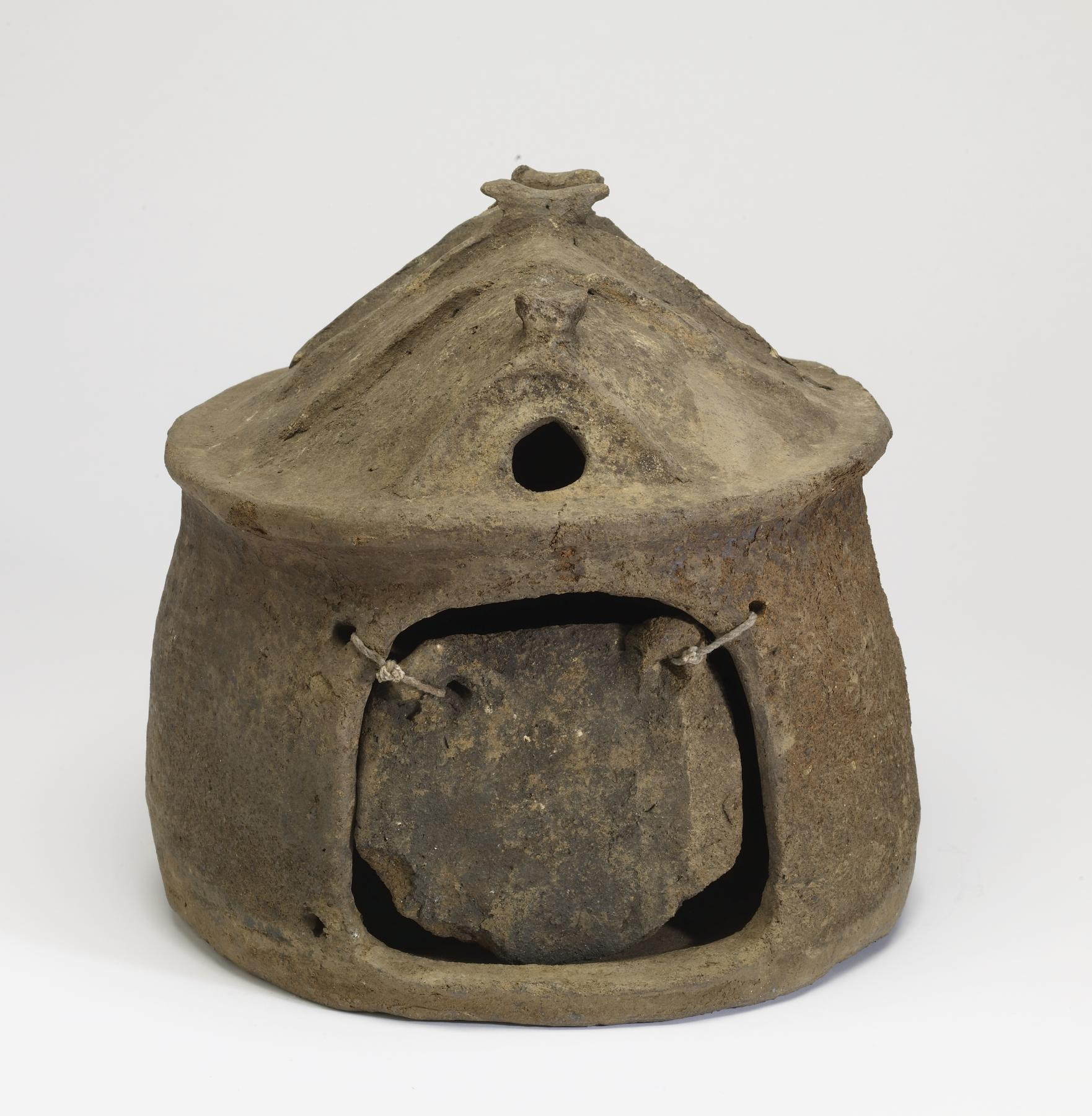
Urna funerária de terracota datada do século VIII a.C. encontrada no Lácio. Sua forma seria uma representação artística das habitações do período. Mais informações aqui

Roma inicialmente era um pequeno povoado ou grupo de povoados situado no Palatino e nas colinas vizinhas. Sua população girava em torno de poucas centenas de habitantes que baseavam sua economia na agricultura (trigo, cevada, ervilha, feijão), pecuária (cabras, porcos), pesca, caça e coleta; a manufatura de artigos cerâmicos, roupas e outros artigos de uso doméstico eram produzidos pelas famílias para consumo interno; não havia estratificação social definida. A partir de ca. 770 a.C. sítios arqueológicos da região, em especial necrópoles, começaram a demonstrar maior número de restos humanos, o que indica crescimento humano, influências externas derivadas de contatos comerciais, em especial com as colônias gregas da Campânia, maior especialização artesanal (emprego de roda de oleiro), e o aparecimento de classes sociais economicamente diferenciadas; tais processos intensificaram-se entre o final do século VIII e o VII a.C..
Muitas sepulturas do período, encontradas em diversos locais no Lácio, contêm indivíduos com ornamentos pessoas que ressaltam sua riqueza o que pode ser entendido como indícios da formação progressiva de uma aristocracia dominante, que controlou os meios de produção, bem como os excedentes, adquirindo uma característica hereditária na manutenção do poder. Nesse contexto, muitos assentamentos apresentam notório crescimento, tornando-se núcleos de poder que foram fortificados com terraços e fossas (restos de uma muralha datada de 730 a.C. foi encontrada no nordeste no Palatino); Roma, antes um pequeno povoado no Palatino, abrangia em meados do século VII a.C. o Vale do Fórum, o Quirinal, parte do Esquilino e o Célio. No final do século VII a.C. indícios arqueológicos apontam para um intenso processo de urbanização: cabanas foram substituídas por casas mais sólidas (alicerces de pedra, estruturas de madeira e cobertura de telhas); no Fórum foi aberta uma praça pública; vestígios de prédios públicos, santuários e templos foram detectados juntamente com telhas, terracotas e frisos decorativos.

## Sociedade

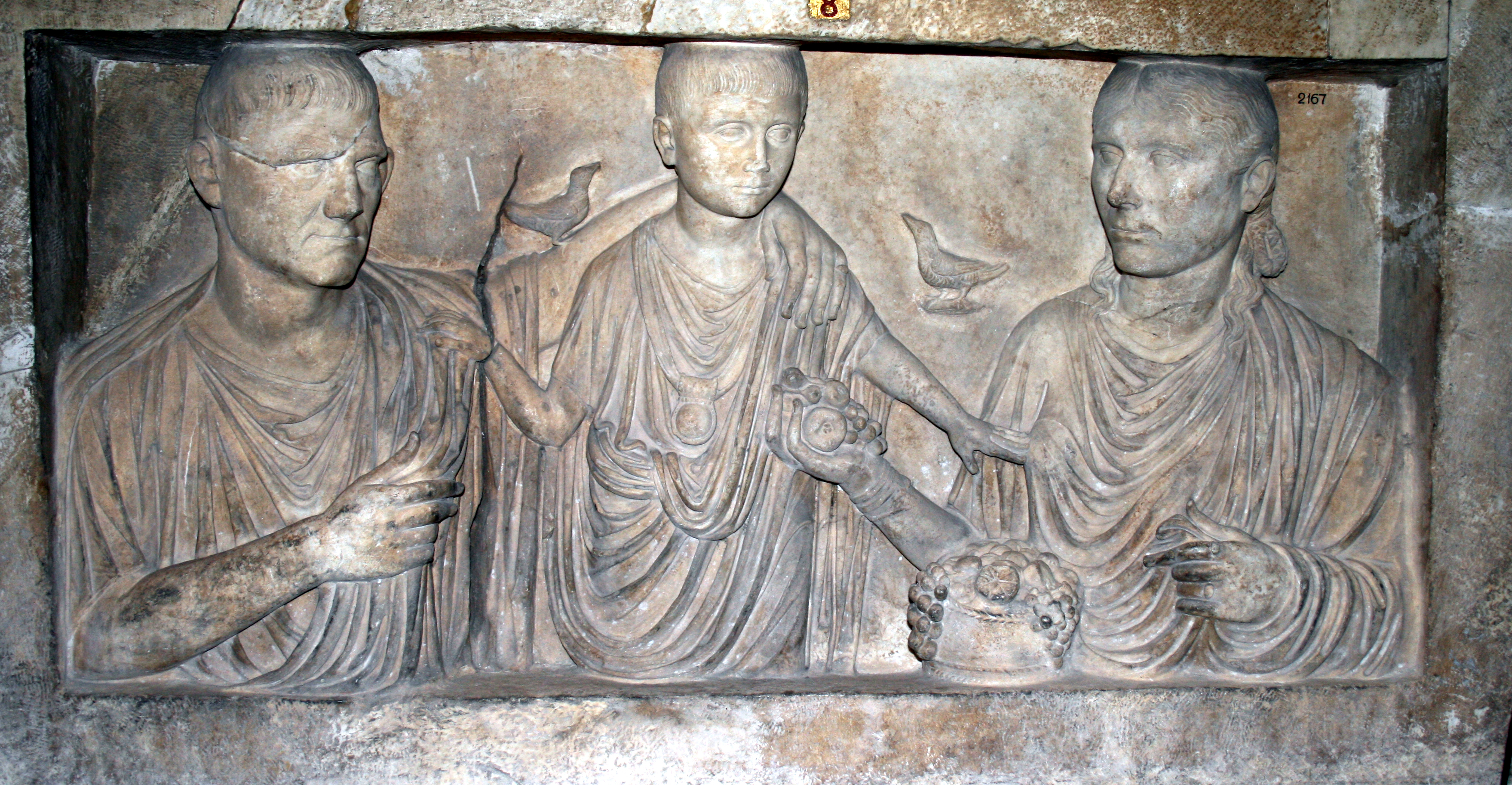
Representação de uma família romana, Museu do Vaticano

A base social romana eram as gentes (clãs), associações de parentesco entre famílias que acreditavam descender de ancestrais comuns que, de modo a expressar sua relação, utilizavam o mesmo nome. Nestas condições, cada membro de um gente (o "gentil") possuía dois nomes, um pessoal (prenome; p. ex. Marco, Cneu, Tito) e um gentilício (nome; por exemplo Márcio, Névio, Tácio);[c] devido a autonomia evidência que as gentes possuíam no contexto social, especula-se que existam desde antes da formação do Estado romano. Cada família que compunha a gente era controlada por um respectivo pater familias que exercia poder absoluto (in potestate) sobre sua propriedade, animais, escravos, filhos e mulher; baseado em seu poder (patria potestas), o pater famílias tinha o direito de matar ou vender qualquer membro de sua família, a representava em suas relações com outras famílias e com a comunidade e efetuava os ritos e sacrifícios em honra aos antepassados e deuses. Desse modo, mesmo adultos, seus filhos não adquiriam autonomia legal até a morte do pater familias, quando por direito próprio eram considerados patres familiarum.
A partir do termo pater foi cunhado o termo patrício, nome da camada social dominante em Roma. Esta camada ostentava maior número de rebanhos, terras e escravos, da mesma forma que a eles era legado o direito a exercer funções públicas, militares, religiosas, jurídicas e administrativas; por vezes apropriavam-se das ager publicus, terras que pertenciam ao governo. Abaixo dos patrícios estava a clientela (singular: cliente), classe constituída por plebeus, escravos libertos, estrangeiros ou filhos ilegítimos que associavam-se aos patrícios prestando-lhes diversos serviços em troca de auxílio econômico e proteção social. Esta relação entre patrícios e a clientela baseava-se principalmente em conotações morais, ao invés de legais, uma vez que o clientes gozava da "confiança" (fides) de seus senhores. A clientela tinha entre suas obrigações o cultivo de parte das terras dos patrícios, bem como prestações de serviços militares. Quanto maior fosse o número de clientes sob proteção de um patrício, maior era seu prestígio social e político.
Os plebeus (de plebs, multidão) eram camponeses, pequenos agricultores, artesãos e comerciantes. No período monárquico, os plebeus não possuíam direitos políticos embora estivessem sujeitos a carga tributária e a obrigações militares. Era proibido o casamento entre plebeus e patrícios para evitar a mistura de ambas as classes sociais. No limiar da pirâmide social romana estavam os escravos que eram vencidos de guerra ou plebeus endividados. No caso dos plebeus, a escravidão podia ocorrer de duas formas. A primeira ocorria quando uma família empobrecida vendia os seus próprios filhos, na condição de escravos. A segunda era uma forma de pagamento de dívidas, ou seja, o devedor, impossibilitado de saldar suas dividas, podia se tornar escravo do credor. Eram vistos como instrumentos de trabalho, sendo considerados como propriedade de seu senhor, podendo ser vendidos, trocados, alugados ou castigados. Como escravo, a pessoa não detinha nenhum direito, como o de se casar, deslocar-se de um lugar para outro, participar das assembleias e tomar decisões. Durante a monarquia eram pouco numerosos.
As mulheres romanas, as matronas (matronae), tinham direito de possuir propriedade, ser educadas e participar mais ativamente de atividades sociais, como os banquetes e campanhas eleitorais.

## Instituições políticas

### Senado

Cícero denuncia Catilina, afresco que representa o senado romano reunido na Cúria Hostília. Palazzo Madama, Roma

O termo latino senātus é derivado de senex, que significa "homem velho". Portanto, senado significa, literalmente, "conselho de anciãos". Sua origem possivelmente provém da estrutura tribal das comunidades do Lácio nas quais muitas vezes havia um conselho aristocrático de anciãos tribais. As famílias romanas primitivas eram denotadas gentes ou clãs que eram governadas por um patriarca, o "pai" (pater). Quando estas primeira famílias agregaram-se para formar Roma os patriarcas das principais gentes foram selecionados para participar de um conselho de anciãos (o futuro senado). Com o tempo, contudo, reconheceram a necessidade de um único líder, levando-o a eleger um rei (rex) e investir nele seu poder soberano. Quando o rei morria, o poder seria naturalmente revertido para eles. O senado tinha três responsabilidades principais: funcionava como repositório definitivo para o poder executivo, conselheiro do rei e como corpo legislativo em sintonia com o povo de Roma. Os senadores romanos reuniam-se em um templo (templum) ou qualquer outro local que havia sido consagrado por um funcionário religioso (áugure).
Durante a monarquia a mais importante função do senado foi a de selecionar novos reis. O período entre a morte de um rei e a eleição do próximo era conhecida como interregno. Quando um rei morria, um membro do senado (o inter-rei) indicava um candidato para substituí-lo. No primeiro interregno, ocorrido após o sumiço de Rômulo, o senado, que então era composto por cem homens, dividiu-se em dez decúrias, cada uma regida por um decurião que exerceu a função de inter-rei por cinco dias. Por um ano os decúrios alternaram-se no poder até que o novo rei foi aclamado. Após o senado dar sua aprovação inicial do candidato, ele era formalmente eleito pelo povo e, em seguida, receberia a aprovação final do senado. Assim, apesar do rei ser oficialmente eleito pelo povo, efetivamente a decisão era do senado. O mais significativo papel do senado além das eleições reais era a de conselho consultivo do rei. Apesar do rei não estar limitado pelo conselho senatorial, o crescente prestígio do senado fez seu conselho cada vez mais influente. Tecnicamente, o senado poderia fazer leis, apesar de que seria incorreto ver os decretos do senado como legislação em sentido moderno. Apenas o rei poderia decretar novas leis, embora muitas vezes envolvesse tanto o senado quanto a assembleia curial (assembleia popular) no processo. No entanto, o rei era livre para ignorar qualquer decisão que o senado tivesse aprovado.

### Assembleias legislativas

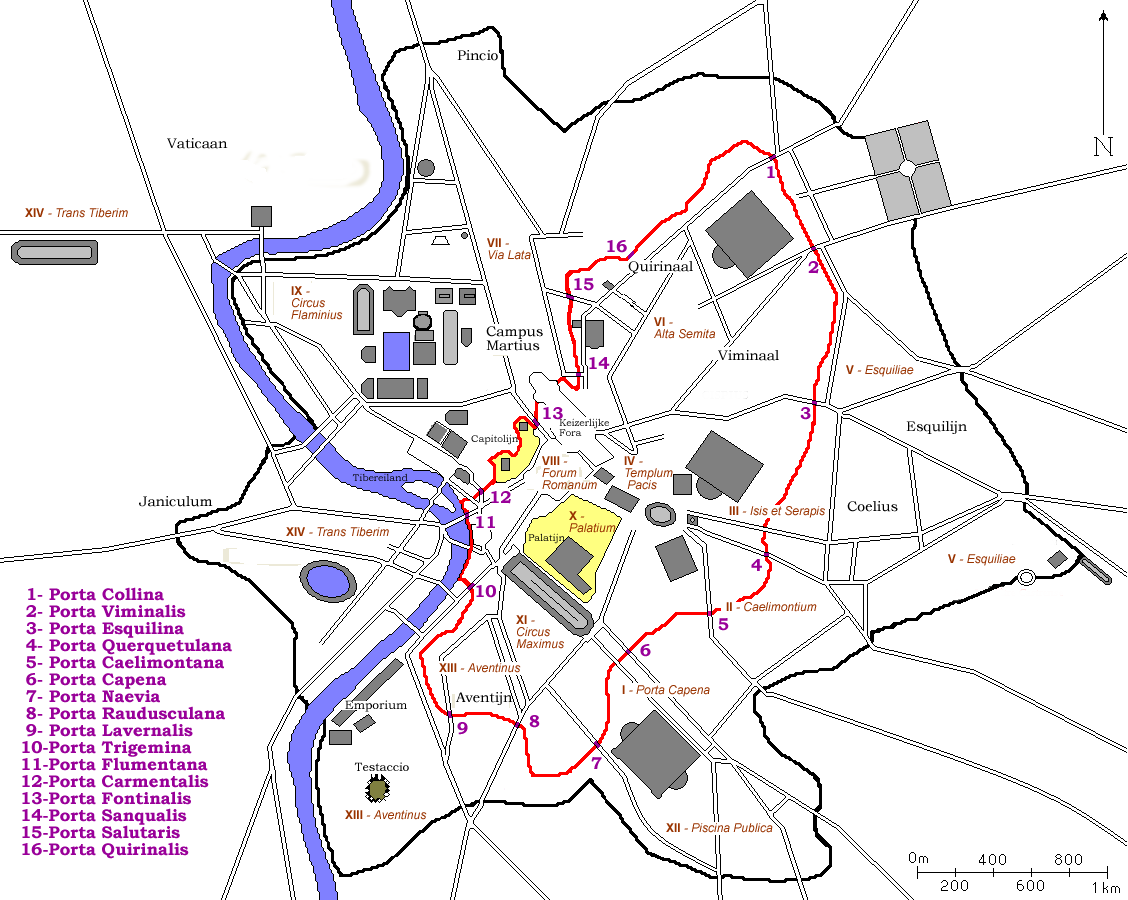
Muralha Serviana (em vermelho) e seus respectivos portões

As assembleias legislativas foram as principais instituições. Uma delas, a assembleia das cúrias, embora tivesse alguns poderes legislativos, possuía apenas direito de ratificar simbolicamente decretos emitidos pelo rei. As funções de outra, a "Assembleia calada" (comitia calata), eram puramente religiosas. Nesse período todos os cidadãos de Roma, ou seja, indivíduos em idade militar (até 45 anos), eram divididos num total de 30 cúrias, as unidades básicas de divisão nas duas assembleias populares. Os membros de cada cúria votariam, e aí a maioria determinava como que a cúria votaria antes da assembleia.
A assembleia das cúrias (comitia curiata) foi a única assembleia popular com algum significado político durante o Reino de Roma. O rei presidia a assembleia, e submetia decretos para a assembleia ratificar. Um inter-rei presidia a assembleia durante os períodos intercalares entre reis. Após a seleção de um novo rei e a aprovação inicial do senado ser concebida, o inter-rei realizava a eleição formal antes da assembleia das cúrias. O novo rei interpretava os auspícios (presságios dos deuses), e caso estes fossem favoráveis, eram concedidos poderes legais (a lex curiata de imperio) ao candidato. Nas Calendas (primeiro dia do mês) e nas Nonas (quinto ou sétimo dia do mês), esta assembleia se reunia para ouvir anúncios. Apelações ouvidas pela assembleia curial muitas vezes tratavam de questões relativas ao direito familiar.
Durante dois dias fixos na primavera, agendava-se a assembleia para testemunhos de vontades e adorações. Todas as outras reuniões não tinham datas pré-fixadas e eram realizadas conforme necessário. Ela também tinha jurisdição sobre a admissão de novas famílias para uma cúria, a transferência de família entre duas cúrias, bem como a transferência de indivíduos plebeus para o estado patrício (ou vice-versa), ou a restauração da cidadania a um indivíduo. A assembleia geralmente decidia tais questões sob a presidência de um pontífice máximo. Uma vez que a assembleia era principalmente uma assembleia legislativa, era (teoricamente) responsável por ratificar leis. No entanto, a rejeição de tais leis pela assembleia não impedia sua promulgação. Em algumas ocasiões a assembleia das cúrias reafirmou a autoridade legal de um rei, e por vezes ratificou a decisão de ir para a guerra.
A Assembleia calada (comitia calata) foi a mais antiga assembleia romana. Reunia-se no Capitólio e era convocada pelas assembleias das cúrias e/ou das centúrias. A assembleia tinha a função de inaugurar o rei das coisas sagradas (rex sacrorum) ou qualquer flâmine ou vestal. Ocasionalmente o povo era convocado para as reuniões que tratavam casos como o detentatio sacrorum, ou seja, situações onde um indivíduo renunciava o culto de seu gente e, através da adoção, prática muito corriqueira com finalidade de estabelecer-se laços entre os gentes, adotava o culto de seu novo gente. o povo tinha participação nominal na assembleia.

### Magistraturas executivas

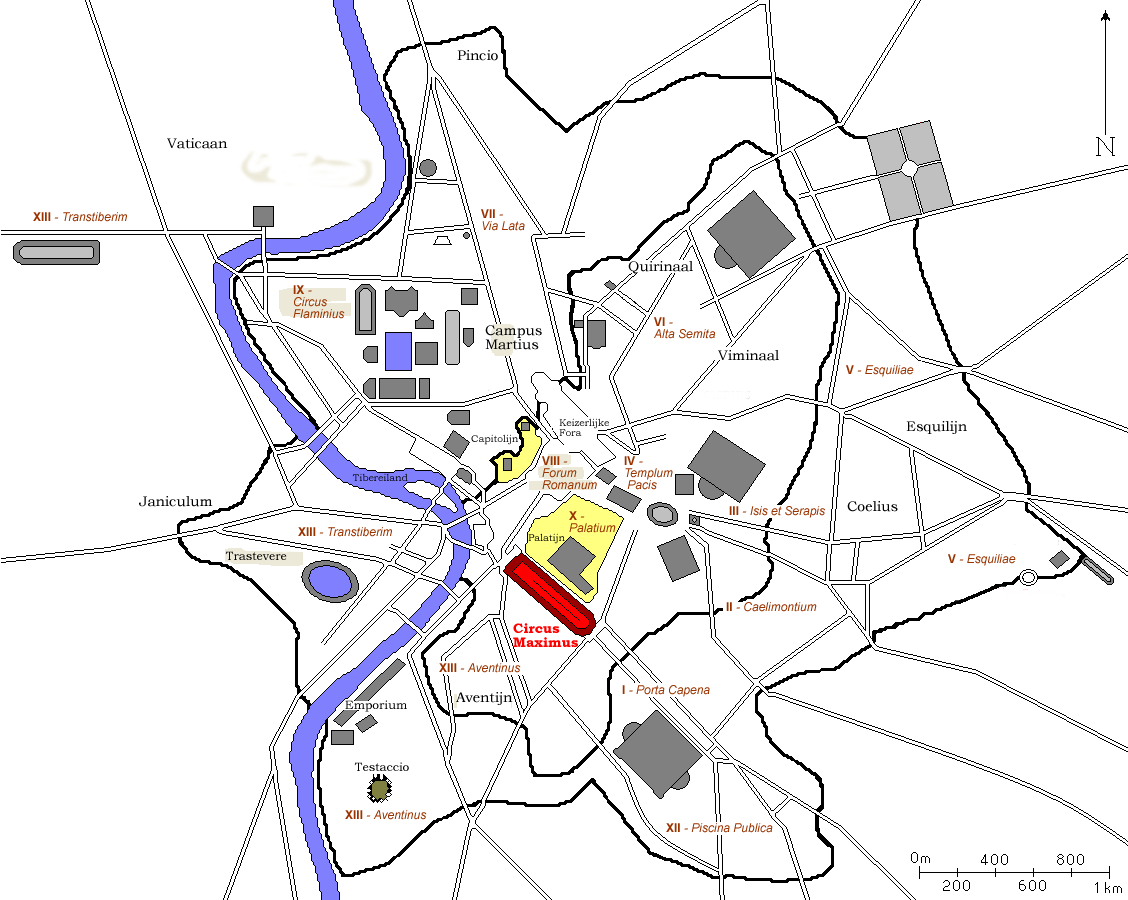
Circo Máximo (em vermelho)

Durante o reino de Roma, o rei era a principal magistratura executiva. Ele era o chefe executivo, sumo sacerdote, chefe legislador, juiz supremo, e comandante em chefe do exército. Seus poderes repousavam na lei e precedência legal, e ele só poderia receber esses poderes através do processo político de uma eleição democrática. Na prática, ele não tinha restrições reais em seu poder. Quando rebentava uma guerra, ele tinha a competência exclusiva para organizar as tropas, selecionar líderes para o exército, e conduzir a campanha como bem entendesse. Ele controlava todos os bens em poder do Estado, tinha a competência exclusiva para dividir a terra e os espólios de guerra, era o principal representante da cidade na relação com os deuses ou os líderes de outras comunidades, e podia decretar unilateralmente qualquer nova lei. De acordo com o historiador Salústio, o grau de autoridade legal (imperium) detido pelo rei romano era conhecido como legitimum imperium. Isso provavelmente significa que a única restrição sobre o rei era a mos maiorum. Isso, por exemplo, sugere (mas não exige) que ele deveria consultar o senado antes de tomar decisões.
Enquanto o rei podia declarar guerra unilateralmente, por exemplo, ele normalmente preferia ter essas declarações ratificadas pela assembleia popular. Além disso, ele normalmente não decidia questões que tratavam do direito familiar romano, antes deixava a assembleia popular decidir essas questões. Enquanto o rei tinha poder absoluto sobre os julgamentos criminais e civis, provavelmente ele só atuou em processos em seu estágio inicial (in iure), encaminhando em seguida o caso para um de seus assistentes (um juiz; em latim: iudex) para decisão. Nos casos penais mais graves, o rei podia remeter o processo para o povo, reunido em assembleia popular, para julgamento. Além disso,o rei costumava receber consentimento dos outros sacerdotes antes de introduzir novas divindades.
Às vezes, ele apresentava seus decretos tanto à assembleia popular quanto ao senado para uma ratificação cerimonial, mas a rejeição de seus decretos não impedia a promulgação dos mesmos. O rei escolhia vários oficiais para ajudá-lo e concedia unilateralmente os seus poderes. Quando o rei deixava a cidade, um prefeito urbano (praefectus urbi) presidia a cidade em seu lugar. O rei também tinha dois questores como assistentes gerais, enquanto vários outros oficiais, os duúnviros perduliões (duumviri perduellionis), auxiliavam-o durante os casos de traição. Na guerra, o rei comandava ocasionalmente apenas a infantaria, e delegava o comando da cavalaria para um de seus guarda-costas pessoais, o tribuno dos céleres (tribunus celerum). Segundo algumas teorias, a partir do século VI a.C., com a decadência do sistema monárquico, os reis foram substituídos por mestres do povo (magistri populi) vitalícios (ditador) na conduta executiva.

#### Reis romanos
As crônicas tradicionais, que chegaram até a atualidade através de autores como Tito Lívio, Plutarco, Dionísio de Halicarnasso, etc., contam que houve uma sucessão de sete reis. A cronologia tradicional, narrada por Marco Terêncio Varrão, mostra que foram 243 anos de duração total para estes reinados, isto é, há uma média de 35 anos por reinado (muito maior que qualquer dinastia documentada), ainda reavaliada atualmente, desde o trabalho de Barthold Georg Niebuhr. Os gauleses, liderados por Breno, saquearam Roma após a vitória na Batalha do Ália em 390/387 a.C., de forma que todos os registros históricos da cidade foram destruídos, incluindo aqueles de fases mais antigas. Assim, as fontes posteriores, referentes ao período mais antigo, têm de ser analisadas com cautela, por terem sido escritas séculos depois dos eventos.
Os reinados dos primeiros monarcas levantam grandes dúvidas aos historiadores, devido à sua grande duração média e ao fato de alguns parecerem estar arredondados em torno dos 40 anos de duração. Este dado curioso, que se destaca ainda mais quando comparado com os reinados da atualidade, em que a esperança de vida é maior, era explicado nas tradições romanas devido a que a maioria dos reis havia sido parente de seu predecessor. Não obstante, é mais provável que somente os últimos reis tenham existido realmente, e por enquanto ainda não foram descobertas evidências históricas referentes aos primeiros.

##### Rômulo

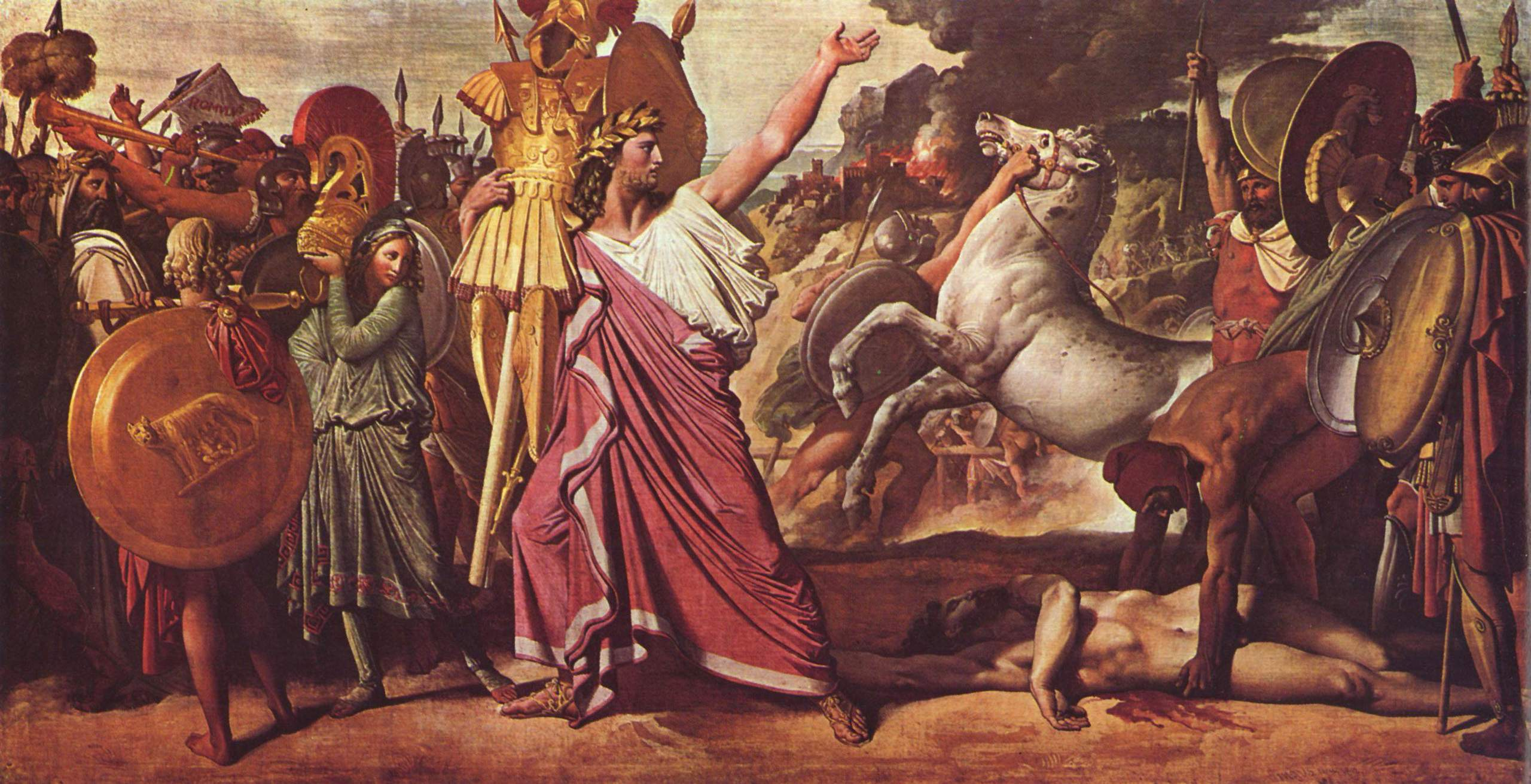
Rômulo transporta rico espólio para o templo de Júpiter, Jean-Auguste Dominique Ingres, École des Beaux-Arts, Paris

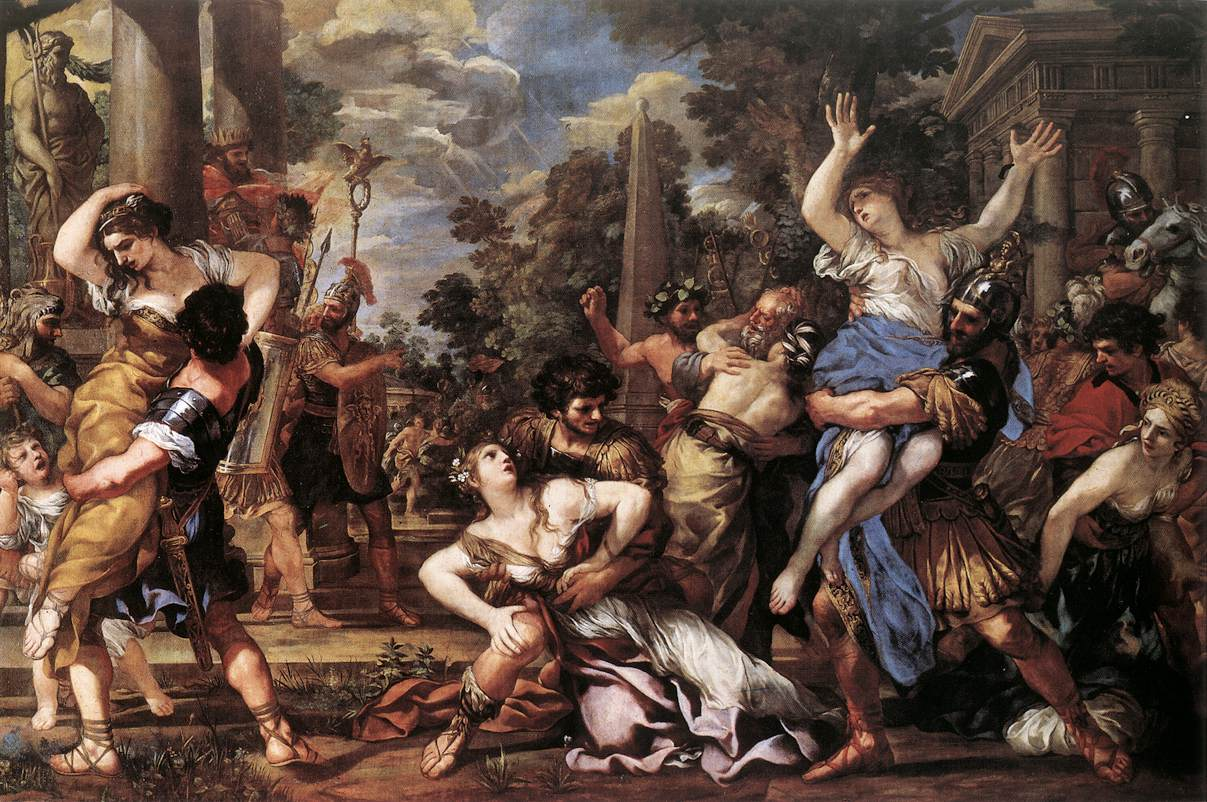
Rapto das Sabinas, óleo de Pietro de Cortona ca, Museus Capitolinos, Roma

Rômulo foi não só o primeiro rei de Roma, como também seu fundador, junto a seu gêmeo Remo. No ano 753 a.C., ambos começaram a construir a cidade junto ao monte Palatino, quando, segundo a lenda, Rômulo matou Remo por ter atravessado sacrilegamente o pomério. Após a fundação da urbe (cidade), Rômulo convidou criminosos, escravos fugidos e auxiliares para darem auxílio na nova cidade, chegando assim a povoar cinco das sete colinas de Roma. Para conseguir esposas para seus cidadãos, Rômulo convidou os sabinos a um festival, onde raptou as mulheres sabinas e as levou a Roma. Após a conseguinte guerra com os sabinos, Rômulo uniu os sabinos e os romanos sob o governo de uma diarquia junto com o líder sabino Tito Tácio.[d]
Rômulo dividiu a população de Roma entre homens fortes e aqueles não aptos para combater. Os combatentes constituíram as primeiras legiões romanas; embora o resto tenha se convertido em plebeus de Roma, Rômulo selecionou cem dos homens de linhagem mais alta como senadores. Estes homens foram chamados pais e seus descendentes seriam os patrícios, a nobreza romana. Após a união entre romanos e sabinos, Rômulo agregou outros cem homens ao senado. Sob o reinado de Rômulo se estabeleceu também a instituição dos áugures como parte da religião romana, assim como a assembleia das cúrias. Rômulo dividiu o povo de Roma em três tribos: romanos (ramnes), sabinos (tícios) e o resto (lúceres). Cada tribo elegia dez cúrias (comunidade de varões), fornecendo também 100 cavaleiros (celeres) e 1 000 soldados de infantaria (milites) cada uma, formando assim a primeira legião de 300 ginetes e 3 000 infantes; ocasionalmente podia convocar uma segunda legião em caso de urgência. Estes contingentes tribais eram comandados pelos tribunos militares (tribuni militum) e tribunos de cavalaria (tribuni celerum).
Depois de 38 anos de reinado, Rômulo havia travado numerosas guerras, estendendo a influência de Roma por todo o Lácio e outras áreas circundantes. Pronto seria recordado como o primeiro grande conquistador e como um dos homens mais devotos da história de Roma. Após sua morte aos 54 anos de idade, foi divinizado como o deus da guerra Quirino, honrado não só como um dos três deuses principais de Roma.

##### Numa Pompílio

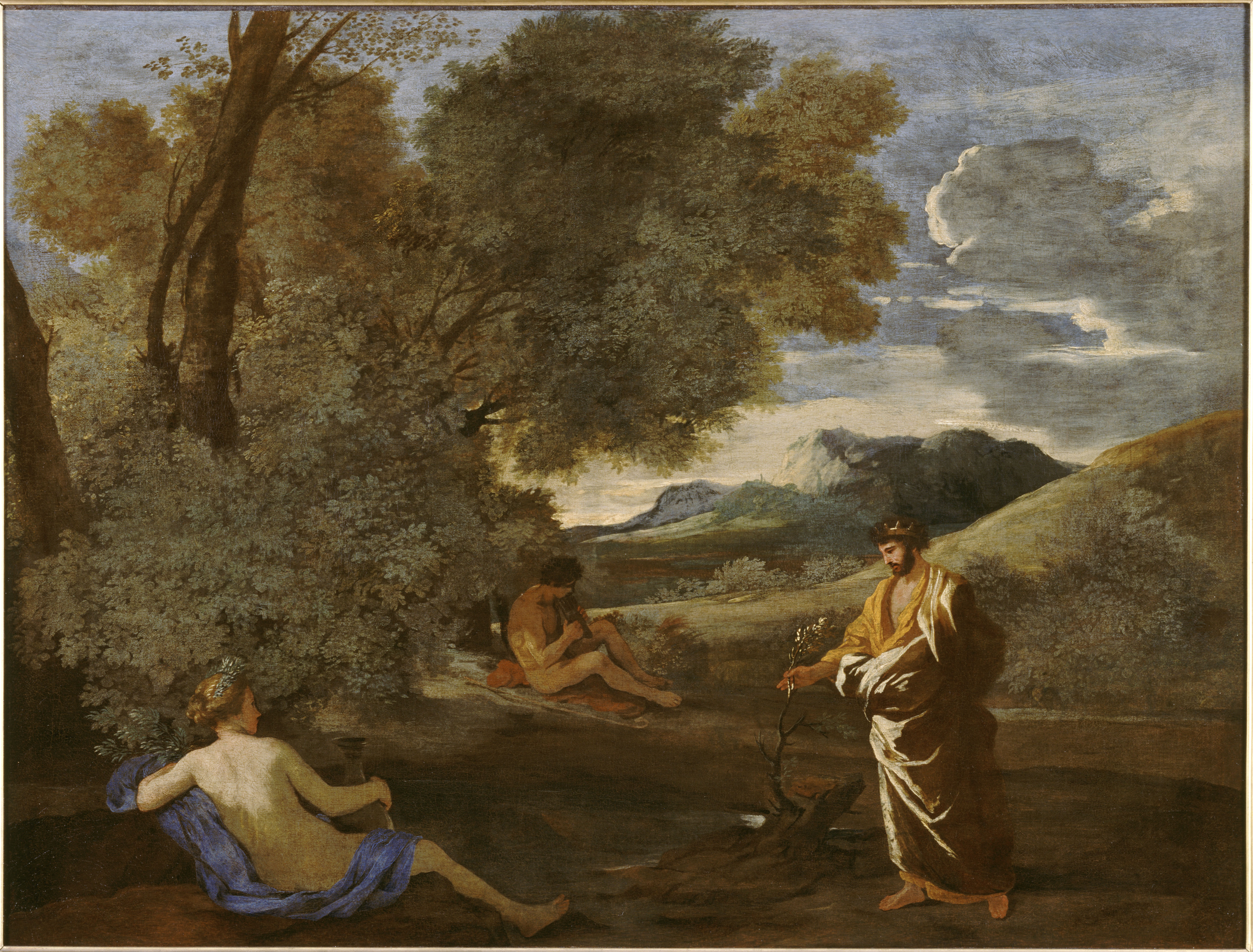
Numa Pompílio e a ninfa Egéria, óleo sobre tela, Museu Condé

Numa Pompílio, de origem sabina, foi o sucessor de Rômulo. Relutante quanto ao cargo, foi convencido por seu pai com a alegação de que estaria servindo a vontade dos deuses. Recordado por sua sabedoria, seu reinado foi marcado pela paz e prosperidade. Numa reformou o calendário romano, ajustando-o para o ano solar e lunar, adicionando também os meses de janeiro e fevereiro até completar os doze meses do novo calendário. Instituiu numerosos rituais religiosos romanos (p. ex. a Agonália) e designou novos sacerdócios: os sálios (salii) para adorar Marte e um flâmine maior (flamen maioris) como sacerdote supremo de Quirino, o flâmine quirinal (flamen quirinalis). Organizou o território circundante de Roma em distritos, para uma melhor administração, e repartiu as terras conquistadas por Rômulo entre os cidadãos, organizando a cidade em grêmios e ofícios.
Numa foi recordado como o mais religioso dos reis, mesmo acima do próprio Rômulo. Sob seu reinado se erigiram templos a Vesta e Jano, se consagrou um altar no Capitólio ao deus da fronteira Término, e se organizaram os flâmines, as vestais e os pontífices de Roma, assim como o Colégio de Pontífices. A tradição conta que durante o governo de Numa um escudo de Júpiter caiu do céu com o destino de Roma escrito nele. O rei ordenou fazer onze cópias do mesmo, que foram reverenciadas como sagradas pelos romanos. Como homem bondoso e amante da paz, Numa semeou ideias de piedade e de justiça na mentalidade romana. Durante seu reinado, as portas do Templo de Jano estiveram sempre fechadas, como mostra de que não havia empreendido nenhuma guerra ao longo de seu mandato. Após 43 anos de reinado, a morte de Numa ocorreu de forma pacífica e natural.

##### Túlio Hostílio

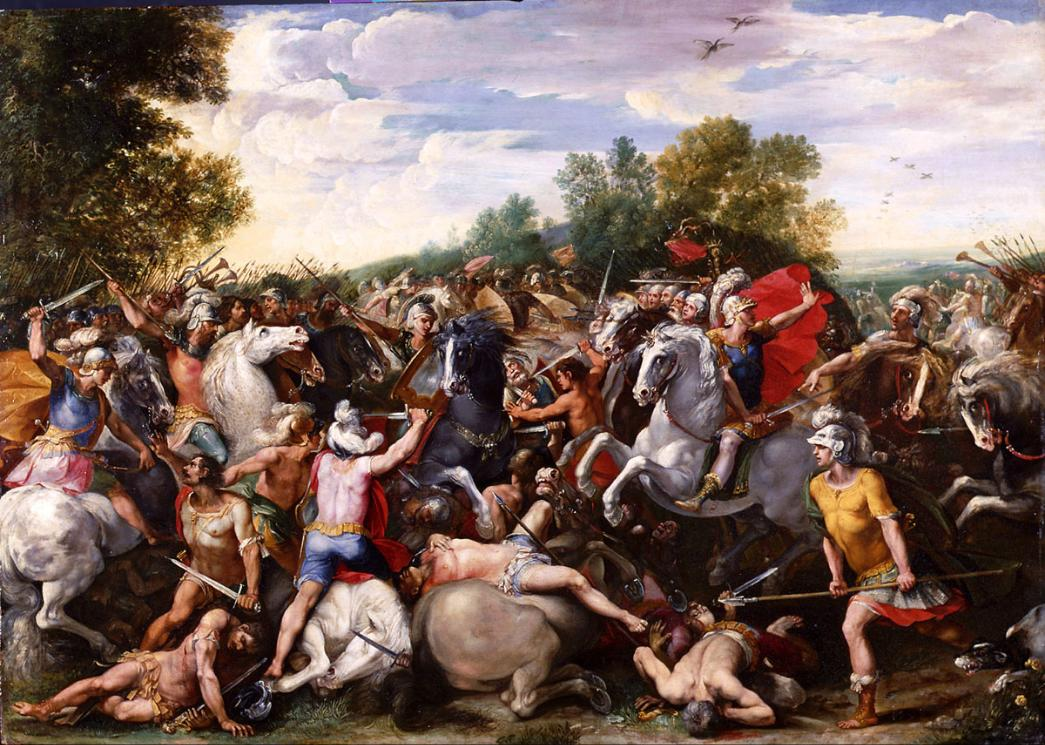
Túlio Hostílio derrota exército proveniente de Veios e Fidenas, óleo sobre madeira de Cavalier D'Arpino (ca. 1601), Petit Palais, Paris

Túlio Hostílio, de origem latina, foi o sucessor de Numa Pompílio. Muito parecido a Rômulo quanto a seu caráter guerreiro, era completamente oposto a Numa em sua falta de atenção com os deuses. Túlio fomentou várias guerras contra Alba Longa, Fidenas e Veios, que granjearam a Roma novos territórios e maior poder. Foi durante o reinado de Túlio que Alba Longa foi completamente destruída, sendo toda a população escravizada e enviada a Roma. Desta forma, Roma se impôs à sua cidade materna como poder hegemônico do Lácio. Apesar de sua natureza beligerante, Túlio Hostílio selecionou um terceiro grupo de indivíduos que chegaram a pertencer à classe patrícia de Roma, eleito entre todos aqueles que haviam chegado a Roma buscando asilo e uma nova vida. Também erigiu um novo edifício para albergar o senado, a Cúria Hostília.
Em seu reinado o rei envolveu-se em tantas guerras que descuidou sua atenção das divindades, o que levou, segundo sustentam as lendas, a que uma praga se abatesse sobre Roma, que afetou muitos romanos, incluindo o próprio rei. Quando Túlio solicitou ajuda a Júpiter, o deus respondeu como um raio que reduziu a cinzas tanto o monarca como sua residência. Seu reinado chegou ao fim após 32 anos de duração.

##### Anco Márcio

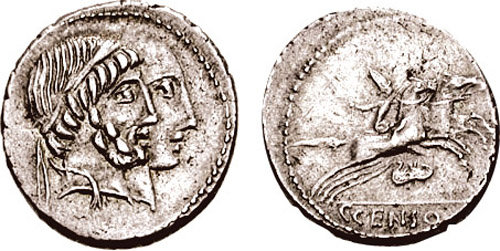
Denário de Caio Censorino emitido em com efígie de Numa Pompílio e Anco Márcio

Com a morte de Túlio Hostílio, os romanos elegeram o sabino Anco Márcio, um personagem pacífico e religioso. Era neto de Numa Pompílio e, como seu avô, apenas estendeu os limites de Roma, lutando em defesa dos territórios romanos quando foi preciso. Durante seu reinado fortificou o monte Janículo, na margem ocidental do rio Tibre, para assim garantir maior proteção à cidade por este flanco, também construindo a primeira ponte de Roma, a Ponte Sublícia, assim como a primeira prisão romana, a Prisão Mamertina. Outras das obras do rei foram a construção do porto romano de Óstia na costa do Tirreno, assim como as primeiras fábricas de salga, aproveitando a rota fluvial tradicional do comércio de sal (via Salária) que abastecia os agricultores sabinos.
A extensão da cidade de Roma foi incrementada devido à diplomacia exercida por Anco, permitindo a união pacífica de várias aldeias menores através de alianças. Graças a este método, conseguiu o controle dos latinos, realojados no Aventino, consolidando assim a classe plebeia de Roma. Todavia, ainda são evidentes os conflitos entre romanos e latinos durante seu reinado. Após 24 anos de reinado, morreu possivelmente de morte natural, como seu avô, sendo recordado como um dos grandes pontífices de Roma. Foi o último dos reis latino-sabinos de Roma.

##### Tarquínio Prisco

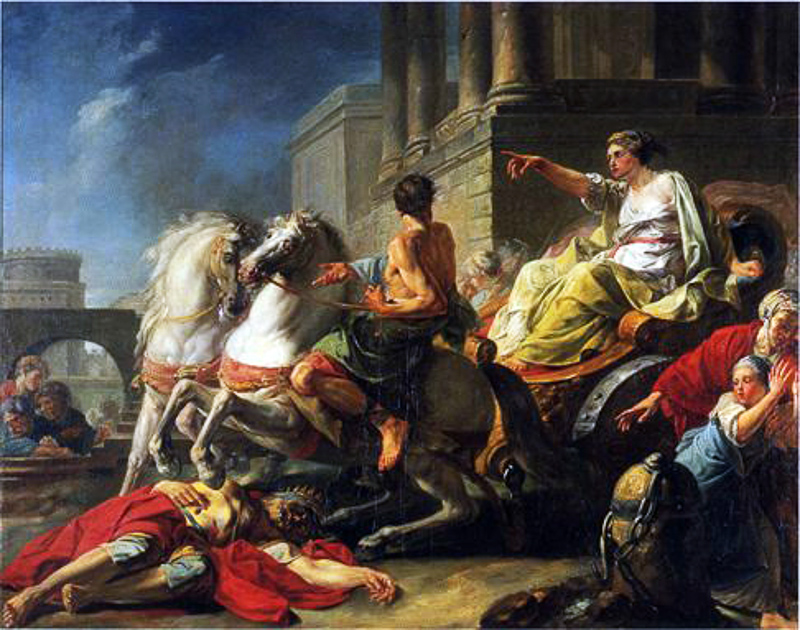
Túlia dirige sobre o cadáver de seu pai, óleo sobre lona de Jean Bardin, Museu Estadual de Mogúncia

Tarquínio Prisco foi o quinto rei de Roma, e o primeiro de origem etrusca, presumivelmente de ascendência coríntia. Após emigrar a Roma, obteve o favor de Anco, que o adotou como seu filho. Ao ascender ao trono, combateu em várias guerras vitoriosas contra sabinos e etruscos, dobrando assim o tamanho de Roma e obtendo grandes tesouros para a cidade. Uma de suas primeiras reformas foi adicionar cem novos membros ao senado, procedentes das tribos etruscas conquistadas, pelo que o número de senadores ascendeu a um total de trezentos. Também ampliou o exército, duplicando o número de efetivos até 6 000 infantes e seiscentos ginetes. Além disso, a ele é creditada a criação dos Jogos Romanos.
Tarquínio Prisco utilizou o grande butim obtido em suas campanhas militares para construir grandes monumentos em Roma, dos quais destaca-se o grande sistema de esgoto na cidade, a Cloaca Máxima (cujo fim era drenar as águas de pequenos córregos que tendiam a estagnar nos vales situados entre as colinas de Roma para o rio Tibre), o Fórum Romano e o Circo Máximo, um grande estádio que albergava carreiras de cavalos e que contava com um templo-fortaleza sobre a colina do Capitólio, consagrado a Júpiter. Tarquínio foi assassinado após 38 anos de reinado pelos filhos de seu predecessor, Anco Márcio. Seu reinado é recordado por haver introduzido os símbolos militares romanos e os cargos civis, assim como pela celebração do primeiro triunfo romano.

##### Sérvio Túlio

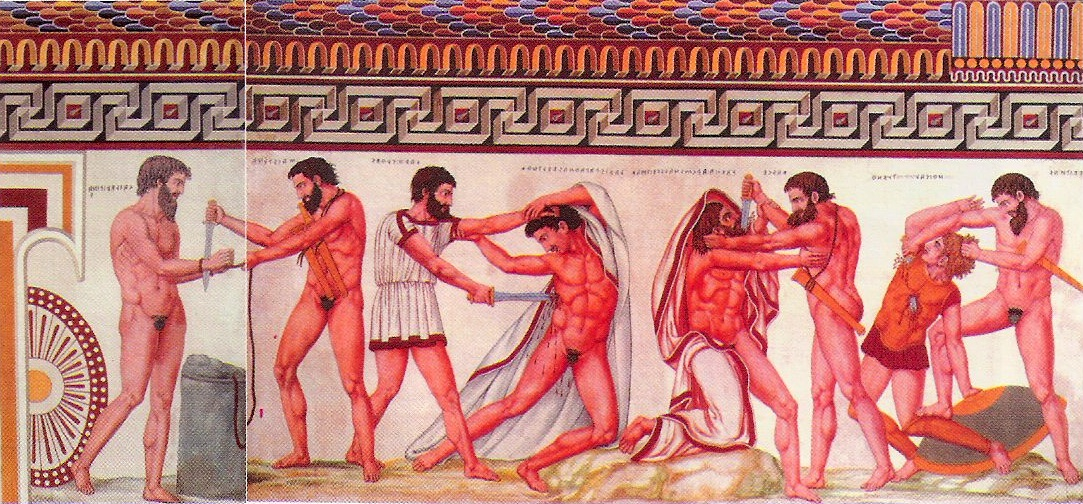
Versão retocada digitalmente dum afresco etrusco situado na Tumba François, Vulcos. Nele estão representados o nobre etrusco Célio Vibena, Mastarna e Sérvio Túlio. Ver original aqui

Sérvio Túlio, genro de Tarquínio Prisco, assumiu o trono e, como seu predecessor, travou várias guerras vitoriosas contra os etruscos. O butim adquirido foi utilizado para o financiamento das primeiras muralhas que cercavam as sete colinas romanas sobre o pomério, as chamadas muralhas servianas, assim como um templo dedicado a Diana na colina do Aventino.
No âmbito bélico Sérvio Túlio introduziu novas táticas militares, aos moldes etruscos e gregos, e empenhou-se em tornar o exército romano mais disciplinado e basicamente composto de infantaria pesada, a exemplo das falanges hoplitas gregas. Seu exército, composto por 6 000 infantes e 600 ginetes, era formado de homens com quantidade mínima de bens chamados adsíduos (adsidui), de modo a diferenciá-los dos proletários (proletarii), os pobres da sociedade que compunham a infra classem ("classe inferior") e que não tinham direito a participar do exército. No âmbito social desenvolveu uma nova constituição para os romanos, com maior atenção às classes cidadãs. Instituiu o primeiro censo da história, dividindo a população de Roma em cinco classes censitárias, criando também a Assembleia das centúrias. Utilizou também o censo para dividir a cidade em quatro "tribos" urbanas (tribus urbanae), baseadas em sua localização espacial dentro da cidade, e o restante do território romano em 16 tribos rurais (tribus rusticae) estabelecendo a assembleia tribal (comitia tributa).
As reformas de Sérvio supuseram uma grande mudança na vida romana: o direito a voto foi estabelecido com base na riqueza econômica, pelo qual grande parte do poder político permaneceu reservado às elites romanas. Contudo, no tempo de Sérvio, as classes mais desfavorecidas foram gradualmente favorecidas, para desta forma obter maior apoio por parte dos plebeus, razão pela qual sua legislação pode definir-se como insatisfatória para a classe patricial. O grande reinado de 44 anos de Sérvio Túlio terminou com seu assassinato em uma conspiração urdida por sua própria filha Túlia e seu marido Tarquínio, seu sucessor no trono.

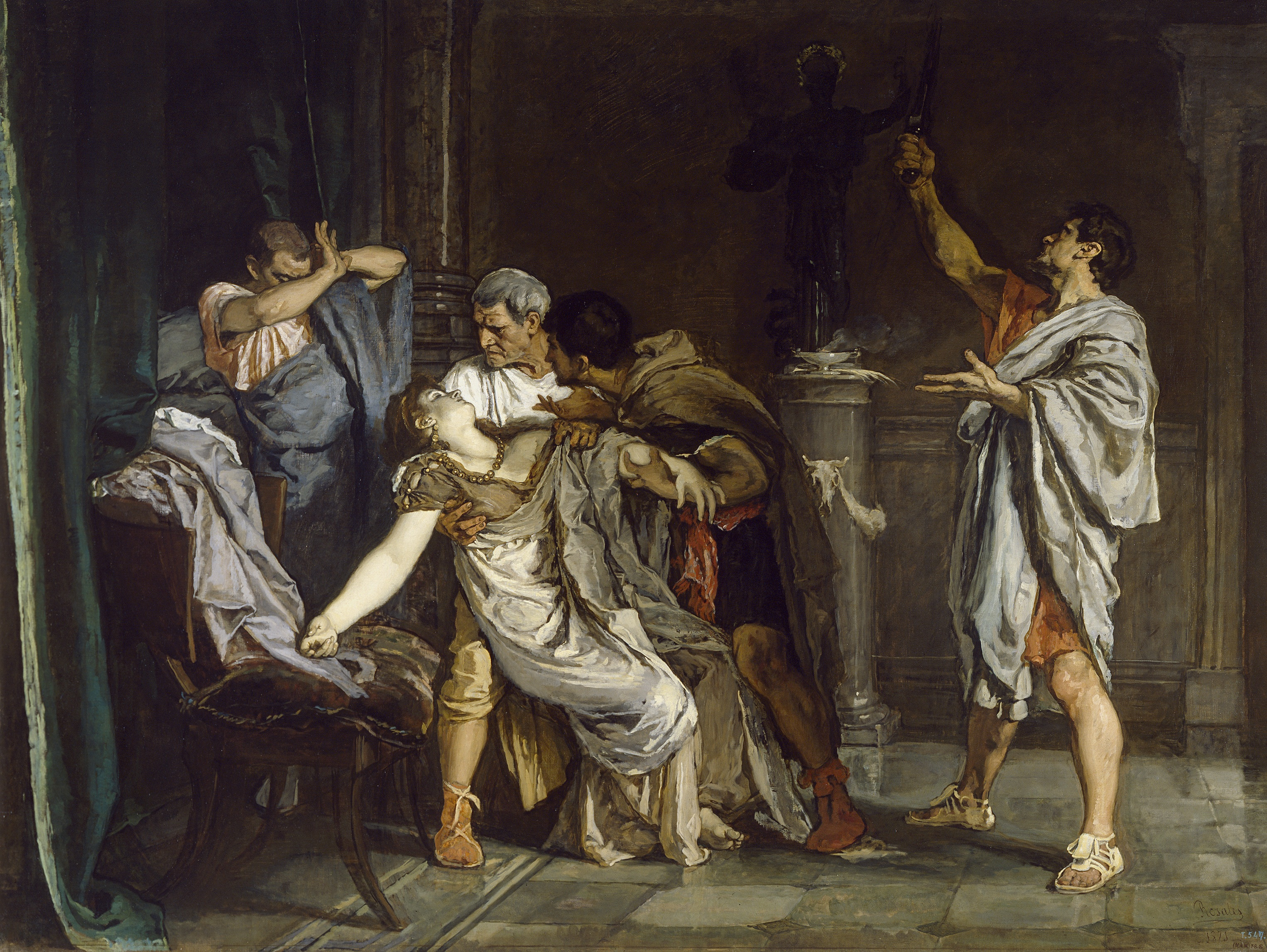
A morte de Lucrécia, óleo sobre tela, Eduardo Rosales (ca. 1871), Museu do Prado

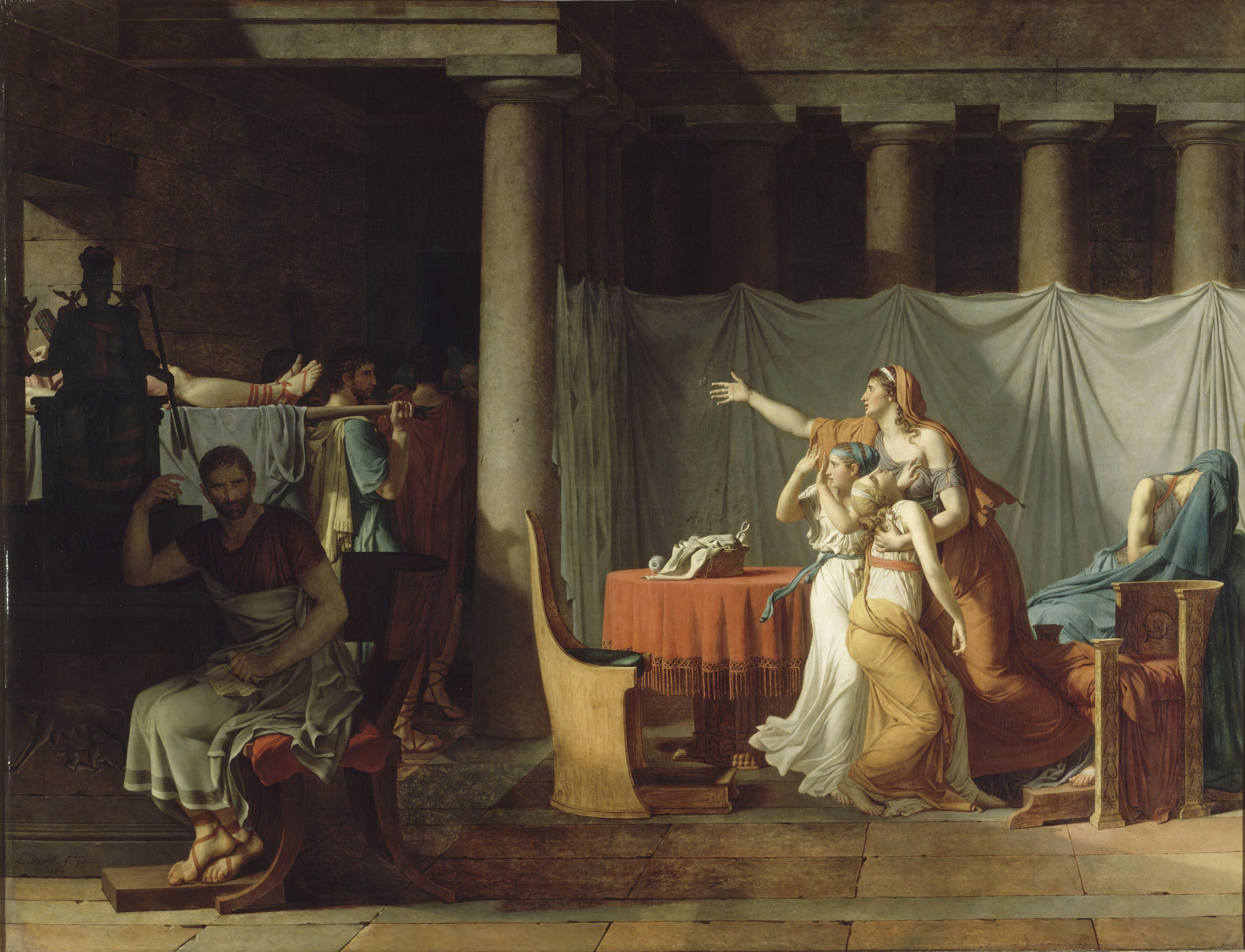
Os lictores trazem os filhos de Bruto, Jacques-Louis David (1784)

##### Tarquínio, o Soberbo
O sétimo e último rei de Roma foi Tarquínio, o Soberbo. Filho de Prisco e genro de Sérvio, Tarquínio também era de origem etrusca. Usou a violência, o assassinato e o terror para manter o controle sobre Roma como nenhum rei anterior havia utilizado, revogando inclusive muitas das reformas constitucionais que haviam estabelecido seus predecessores. Sua melhor obra para Roma foi a finalização do templo de Júpiter, iniciado por seu pai Prisco; chamou o escultor etrusco Vulca de Veios para produzir a estátua de Júpiter do templo.
Tarquínio aboliu e destruiu todos os santuários e altares sabinos da rocha Tarpeia, enfurecendo desta forma o povo romano. O ponto crucial de seu reinado tirânico sucedeu quando permitiu a violação de Lucrécia, uma patrícia romana, por seu filho Sexto Tarquínio. Um parente de Lucrécia e sobrinho do rei Lúcio Júnio Bruto (antepassado de Marco Júnio Bruto), convocou o senado que decidiu a expulsão de Tarquínio no ano 509 a.C. Tarquínio pode ter recebido então ajuda do lars Porsena que, não obstante, ocupou Roma para seu próprio benefício.[e] Tarquínio fugiu em seguida para a cidade de Túsculo e posteriormente para Cumas, onde morreria no ano 495 a.C.. Esta expulsão supostamente pôs fim à influência etrusca tanto em Roma como no Lácio e levou ao estabelecimento de uma constituição republicana.
Após a expulsão de Tarquínio, o senado decidiu abolir a monarquia, convertendo Roma em uma república no ano 509 a.C. Lúcio Júnio Bruto e Lúcio Tarquínio Colatino, sobrinho de Tarquínio e viúvo de Lucrécia, se converteram nos primeiros cônsules[p] do novo governo de Roma. Neste mesmo ano, durante a embaixada de membros da família real em Roma, um estratagema conhecido como Conspiração Tarquiniana foi planejado por patrícios e membros do senado que eram apoiantes da monarquia tombada; entre os participantes do golpe estavam os filhos de Bruto, Tito Júnio Bruto e Tibério Júnio Bruto. O estratagema, contudo, mostrou-se falho, e os conspiradores foram condenados à morte.

## Religião
Assim como as demais instituições romanas, as práticas religiosas da Roma Antiga, segundo a tradição, foram estabelecidas durante o Reino de Roma. De acordo com Tito Lívio, Numa Pompílio fundou a religião romana após ter dedicado um altar a Júpiter Elício no monte Aventino e consultar os deuses por meio de um augúrio. Ele dividiu o sistema de ritos religiosos romanos, o que inclui a forma e o tempo dos sacrifícios, a supervisão dos fundos religiosos, autoridade sobre todas as instituições religiosas públicas e privadas e instrução da população nos ritos celestes e funerários. Numa também estabeleceu as cerimônias (caerimoniae), originalmente as instruções rituais secretas, que são descritas como statae et sollemnes ("estabelecidas e solenes") e que foram interpretadas e supervisionadas pelo Colégio de Pontífices, flâmines, o rei das coisas sagradas e as vestais.

### Sacerdócios

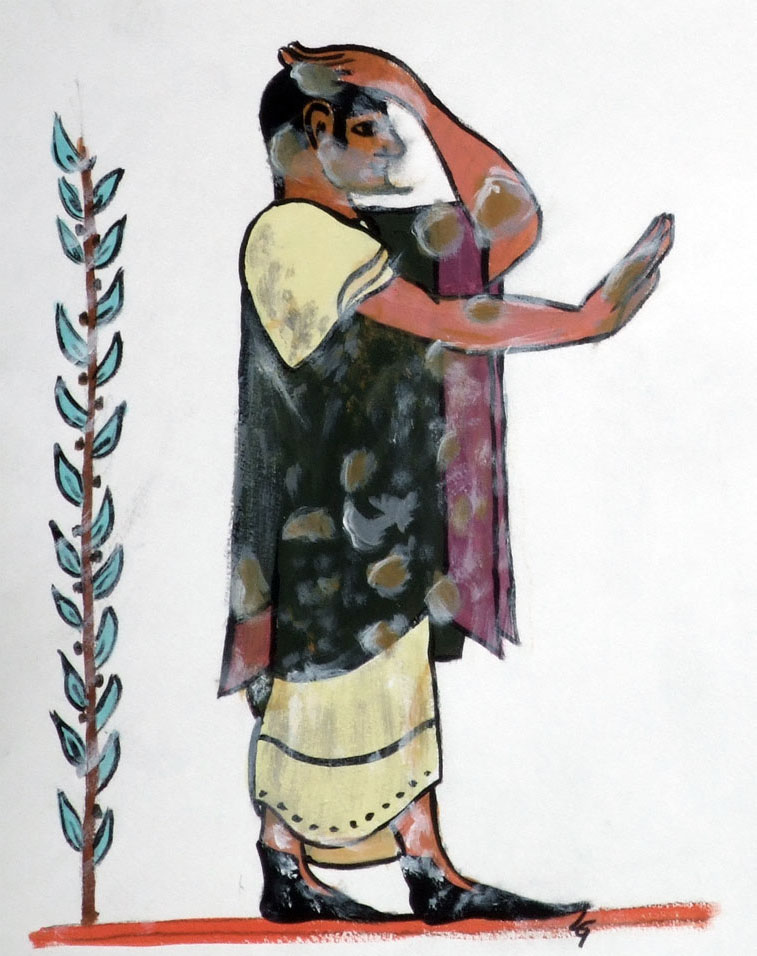
Áugure em representação etrusca da Tumba dos Áugures, Necrópole de Monterozzi

O Colégio de Pontífices, o sacerdócio mais importante da Roma Antiga, assim como o cargo de pontífice máximo (pontifex maximus), foram estabelecidos no reinado de Numa Pompílio. Os pontífice tinham a superintendência (judicial e prática) suprema de todos os assuntos, privados ou públicos, e da religião, além de serem os guardiões dos livros que continham as ordenações rituais dos romanos. Os detalhes acerca de suas atribuições e funções estavam contidos nos chamados livros pontifícios (libri pontificalis ou libri pontificii), os textos fundamentais da religião romana, que sobreviveram em transcrições fragmentárias e comentários, dos quais os primeiros escritos foram creditados a Numa Pompílio, a quem se atribui a codificação dos textos e princípios fundamentais do direito civil e religioso (ius divinum e ius civile) de Roma. Esses livros foram sancionados durante o reinado de Anco Márcio.
Os flâmines, sacerdotes romanos dedicados ao serviço de deuses particulares, estiveram entre os mais importantes sacerdócios da Roma Antiga. Durante a monarquia foram estabelecidos os três que compunham o grupo chamado flâmine maior, aqueles que eram escolhidos entre os patrícios e dedicados aos deuses Júpiter (flâmine dial), Marte (flâmine marcial), e Quirino (flâmine quirinal). Posteriormente estabeleceram-se outros 15 flâmines, os flâmines menores, que eram escolhidos entre os plebeus para dedicarem-se a deuses menores como Carmenta, Ceres, Flora, Pomona e Vulcano. Segundo Plutarco, Rômulo estabeleceu em seu reinado o sacerdócio dos dois primeiros, no entanto a maior parte dos estudiosos acredita que estes, assim como o flâmine quirinal, foram criados por Numa. Os flâmines, cujos cargos eram vitalícios, eram inaugurados pela assembleia calada e estavam sujeitos à autoridade do pontífice máximo.
O rei das coisas sagradas, cargo característico da religião etrusca, assim como de algumas cidades latinas (Túsculo, Lavínio e Velitras), teve importância notória na religião romana. Em Roma, o sacerdócio foi deliberadamente despolitizado de modo que o rei das coisas sagradas não era eleito e sim escolhido pelo pontífice máximo entre os patrícios subordinados a ele, e sua inauguração era testemunhada pela assembleia calada. Com a derrubada em 509 a.C. dos reis de Roma, o rei das coisas sagradas assumiu algumas das obrigações sacrais antes exercidas por eles.

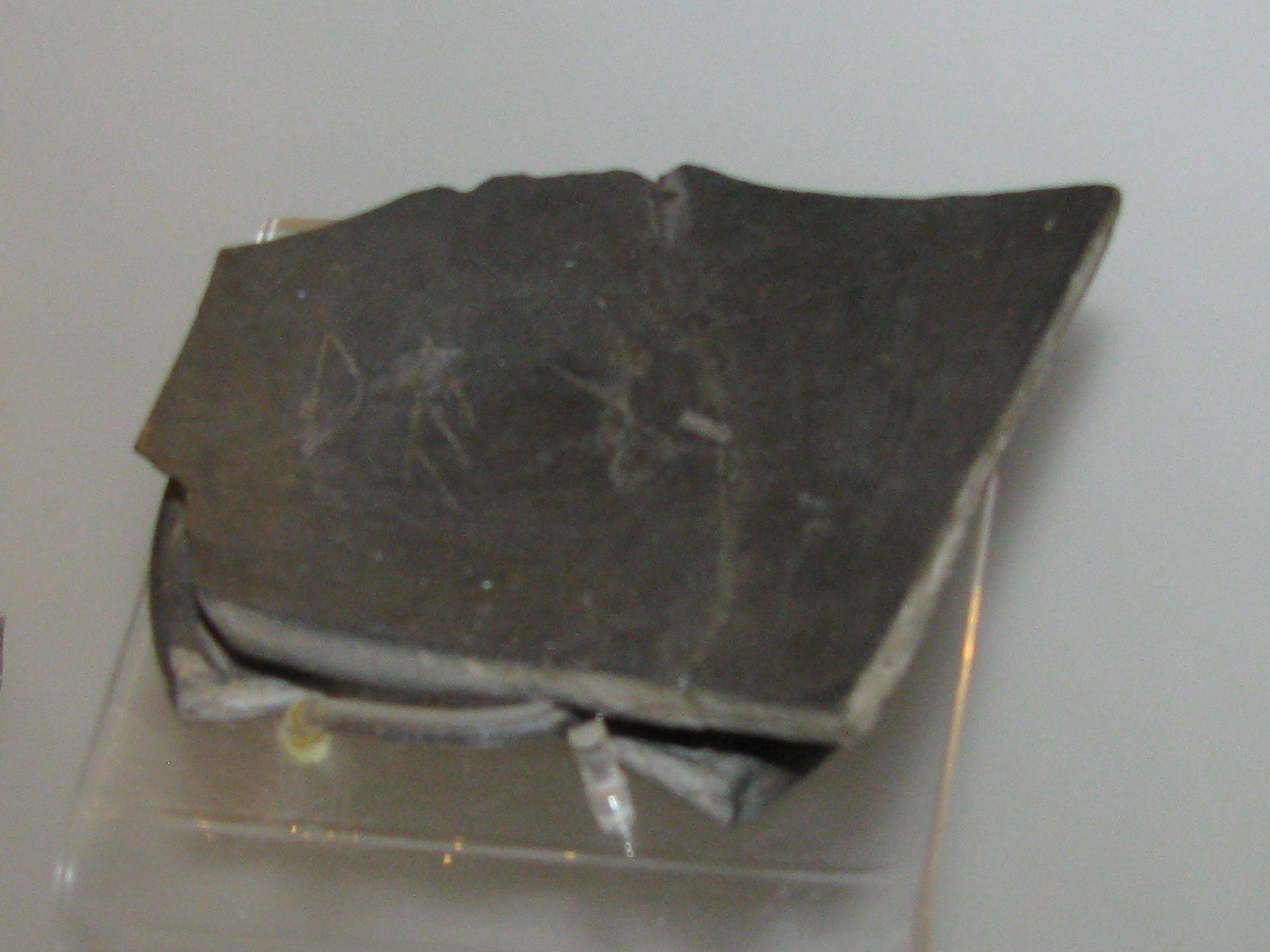
Cerâmica etrusca encontrada perto de Régia, no Fórum Romano, contendo uma inscrição de um rex (ca. séculos -). Ainda é um mistério se a palavra rex gravada esteja mencionando um dos reis de Roma, ou então um rei das coisas sagradas

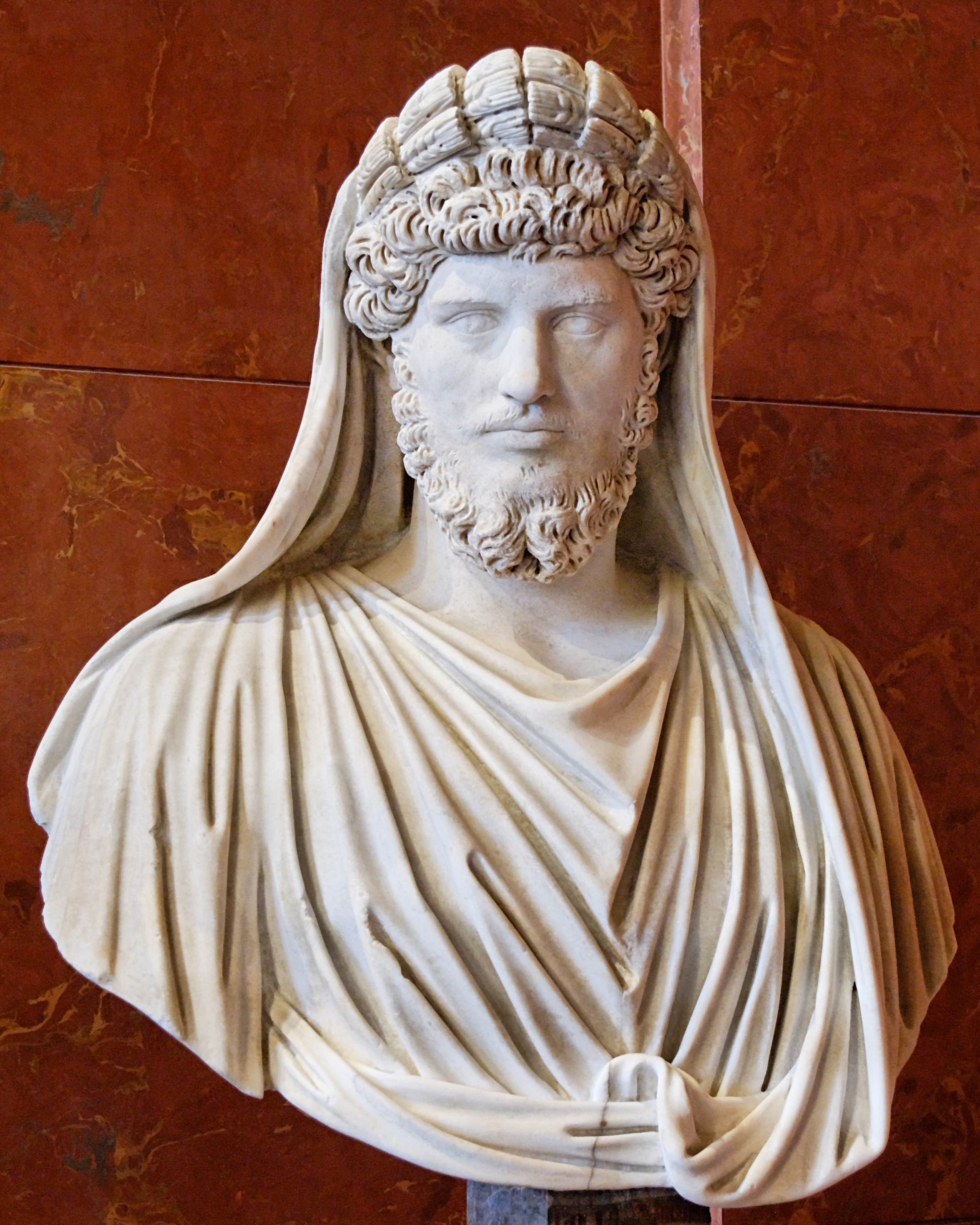
Busto do imperador romano Lúcio Vero r. como um
arval
Museu do Louvre

As vestais, sacerdotisas castas[f] da deusa Vesta, foram criadas, como sacerdócio, durante o reinado de Numa Pompílio. Contudo, segundo Tito Lívio, as origens das vestais provêm de Alba Longa.[g] Numa, segundo Plutarco, fundou o Templo de Vesta, nomeou as primeiras quatro sacerdotisas (duas dos tícios e duas dos ramnes) e nomeou um pontífice máximo para assisti-las. Tarquínio Prisco (segundo Plutarco) ou Sérvio Túlio (segundo Dionísio de Halicarnasso) adicionou outras duas vestais ao templo, estas provenientes dos lúceres. Tinham como principais funções vigiar, em turnos, o fogo eterno que ardia no altar da deusa Vesta e as relíquias sagradas de Roma, as fatale pignus imperii, apresentar ofertas à deusa em prazos estabelecidos, participar da consagração de templos, banquetes sacerdotais e de festivais como o de Bona Dea e aspergir e purificar o santuário todas as manhãs com água, que, de acordo com Numa, deveria ser proveniente da fonte egeriana (frequentada pela ninfa Egéria). Posteriormente considerou-se que qualquer água que proviesse de uma fonte ou um riacho era aceitável. Em rituais sacrificiais oficiais, preparavam e aspergiam uma mistura conhecida como mola salsa (farinha de trigo e/ou cevada com sal) sobre a testa e entre os chifres de vítimas sacrificiais, bem como no altar e no fogo sagrado. Tal prática, muito popular durante os sacrifícios romanos, foi atribuída a Numa Pompílio.
Os áugures tiveram notória participação nas religião romana, uma vez que eram eles que interpretavam as vontades divinas acerca de ações propostas através da interpretação de auspícios e/ou augúrios.[h] Durante o período monárquico um dos rituais dos áugures, a inauguração (inauguratio), que consistia em um rito no qual os deuses aprovavam por meio de sinais a nomeação e/ou posse de alguém, foi privilégio do rei e dos sacerdotes principais. Na república o rei das coisas sagradas, os flâmines maiores, os áugures e os pontífices adquiriram o direito de serem aprovados no ritual.
Os sálios, usualmente conhecidos como sálios palatinos (salii palatini), foram sacerdotes instituídos por Numa e eram escolhidos entre os patrícios de Roma para dedicarem-se a Marte Gradivo em seu templo no Palatino. Túlio Hostílio, em cumprimento de um voto feito durante a segunda Guerra com Fidenas e Veios, estabeleceu outro grupo de sálios, os sálios colinos (salii collini), que dedicavam-se a Quirino. Os sálios palatinos tiveram como uma de suas obrigações o cuidado dos 12 ancis de bronze (ancilia) de Marte que encontravam-se no Palatino. Além disso, celebravam, em 1 de março, o festival de Marte no qual percorriam a cidade carregando-os, cantando e dançando; no fim do percurso havia um celebração ao deus no Templo de Marte no Palatino.
Os feciais (fetiales), estabelecidos em Roma por Anco Márcio, foram um sacerdócio dedicado ao deus Júpiter. Suas principais funções consistiam na declaração formal de paz e de guerra, confirmação de tratados e, em casos específicos, o exercício de missões como diplomatas ou embaixadores. Outros, os irmãos arvais (fratres arvales), eram sacerdotes que dedicavam-se à prestação de oferendas públicas para os deuses campestres da fertilidade. Especula-se que tenham sido estabelecidos durante o reinado de Rômulo e que presumivelmente possuíam afinidades com os sacerdotes conhecidos como sodais tícios (titii sodales) que, segundo a tradição, foram estabelecidos por Tito Tácio.

### Cultos e rituais

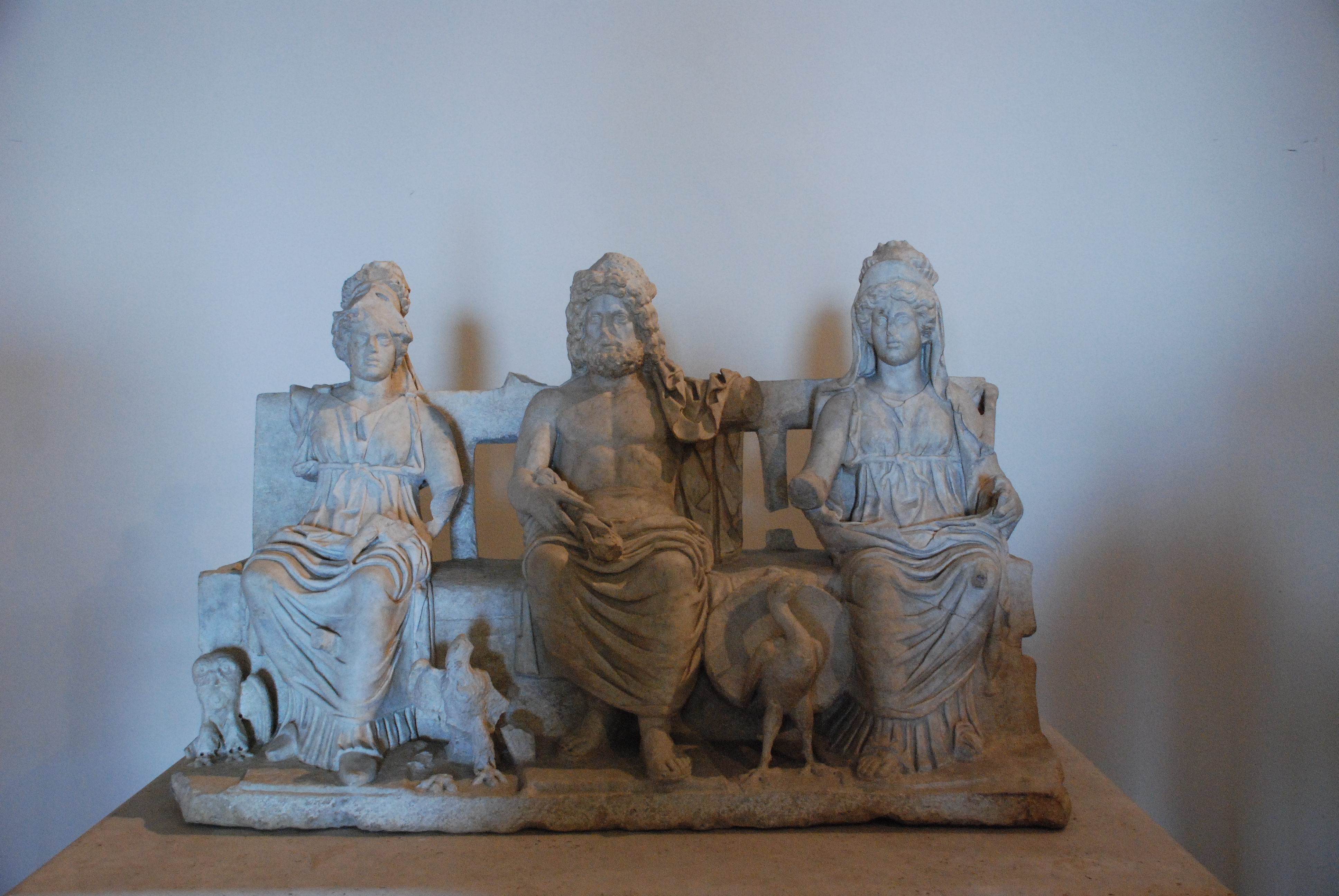
Esculturas representando a tríade capitolina, Museu Arqueológico Prenestino, em Palestrina

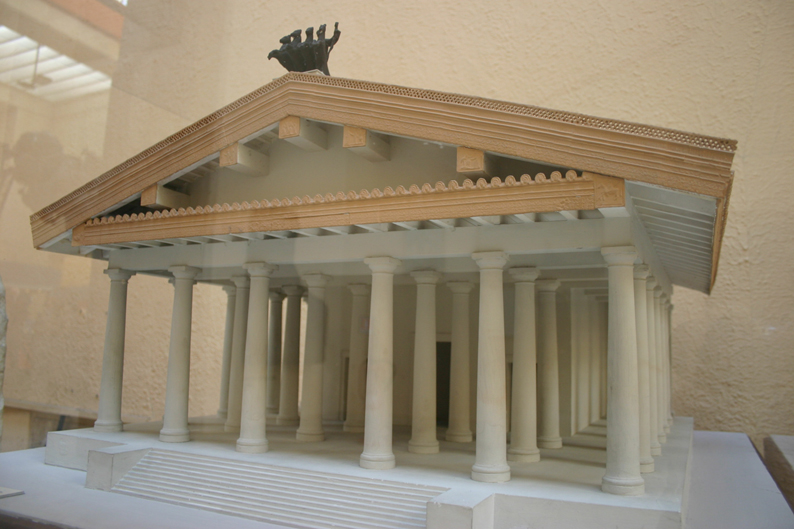
Modelo representando a estrutura do Templo de Júpiter Capitolino erigido por

Na Roma Antiga os cultos (sacer; singular sacra) eram os cultos tradicionais, públicos (publica) ou privados (privata), ambos supervisionados pelo Colégio de Pontífices. A criação do culto público (sacra publica) é atribuída a Numa Pompílio, embora muitos considerem uma origem prévia, possivelmente anterior à fundação de Roma. Desse modo, Numa pode ser visto como o reformador e reorganizador do culto de acordo com seus próprios pontos de vista e sua educação. Os cultos públicos eram realizadas e custeadas pelo Estado, de acordo com as disposições deixadas por Numa, e contavam com a presença de todos os senadores e magistrados.
Os cultos públicos (sacer publica) eram realizados em nome de todo o povo romano ou suas subdivisões principais, as tribos e cúrias. Eles incluíam "ritos em nome do povo romano" (sacra por populo), ou seja, todos os feriados públicos (feriae publicae) do calendário romano e as outras festas que eram consideradas de interesse público, incluindo as relativas às colinas de Roma, aos pagos, às cúrias e aos santuários (sacelos). Os cultos públicos destinavam-se aos gentes, a uma família, ou a um indivíduo. Os indivíduos tinham cultos em datas peculiares para eles, tais como aniversários, o "dia da consagração" (dies lustricus), funerais e expiações. Famílias tinham seu culto caseiro ou na tumba de seus ancestrais. Estes foram considerados necessários e imperecíveis, e o desejo de perpetuar o culto familiar foi um dos motivos para a adoção na idade adulta. No seio dos cultos públicos havia os cultos gentilícios (sacer gentilicia), ritos privados particulares de uma gente. Estes ritos estavam relacionados com a crença de ancestralidade comum dos membros de uma gente, o que está na base das práticas de culto dos mortos.
Devido ao contato com os etruscos, os romanos assimilaram diversos deuses destes que começaram a ser cultuados por eles ao modo romano. Durante o processo de conquista ocorrido a partir da república, tais deuses tenderam a adquirir características de divindades cultuadas em outras regiões, em especial da Grécia. Roma não ofereceu nenhum mito nativo da criação, e a mitografia romana pouco explica o caráter de suas divindades, suas relações ou suas aspirações com o mundo humano, mas reconheceu que a teologia romana de deuses imortais (di immortales) que governaram todos os reinos dos céus e da terra. Havia deuses dos céus, deuses do submundo e uma miríade de divindades menores. Entre todos os deuses cultuados os que se destacavam compunham as chamadas tríades: a'tríade arcaica (Júpiter, Marte e Quirino, de origem indo-europeia) e a tríade capitolina (Júpiter,[i] Juno e Minerva, de origem etrusca).
Segundo alguns estudiosos, Vulcano, deus das forjas e do fogo, tem seu nome originado de palavras latinas ligadas ao relâmpago (fulgur, fulgure, fulmen), que por sua vez estão relacionadas com chamas. Por outro lado, estudos recentes apontam para que possivelmente a palavra Vulcano esteja relacionada com o deus cretense Velcano, ligado à natureza e ao mundo inferior, que por sua vez está relacionado com o deus etrusco Velchans. Foi um dos mais antigos deuses romanos e a ele foi dedicado o mais antigo santuário de Roma, o Vulcanal no pé do Capitólio no Fórum Romano, que havia sido fundado por Tito Tácio no século VIII a.C. e foi ponto de encontro dos arúspices etruscos. Um fragmento de cerâmica grega encontrado no Vulcanal datado do século VI a.C. tem uma representação do deus Hefesto, o que pode ser encarado como um indicativo da união de ambos os deuses.

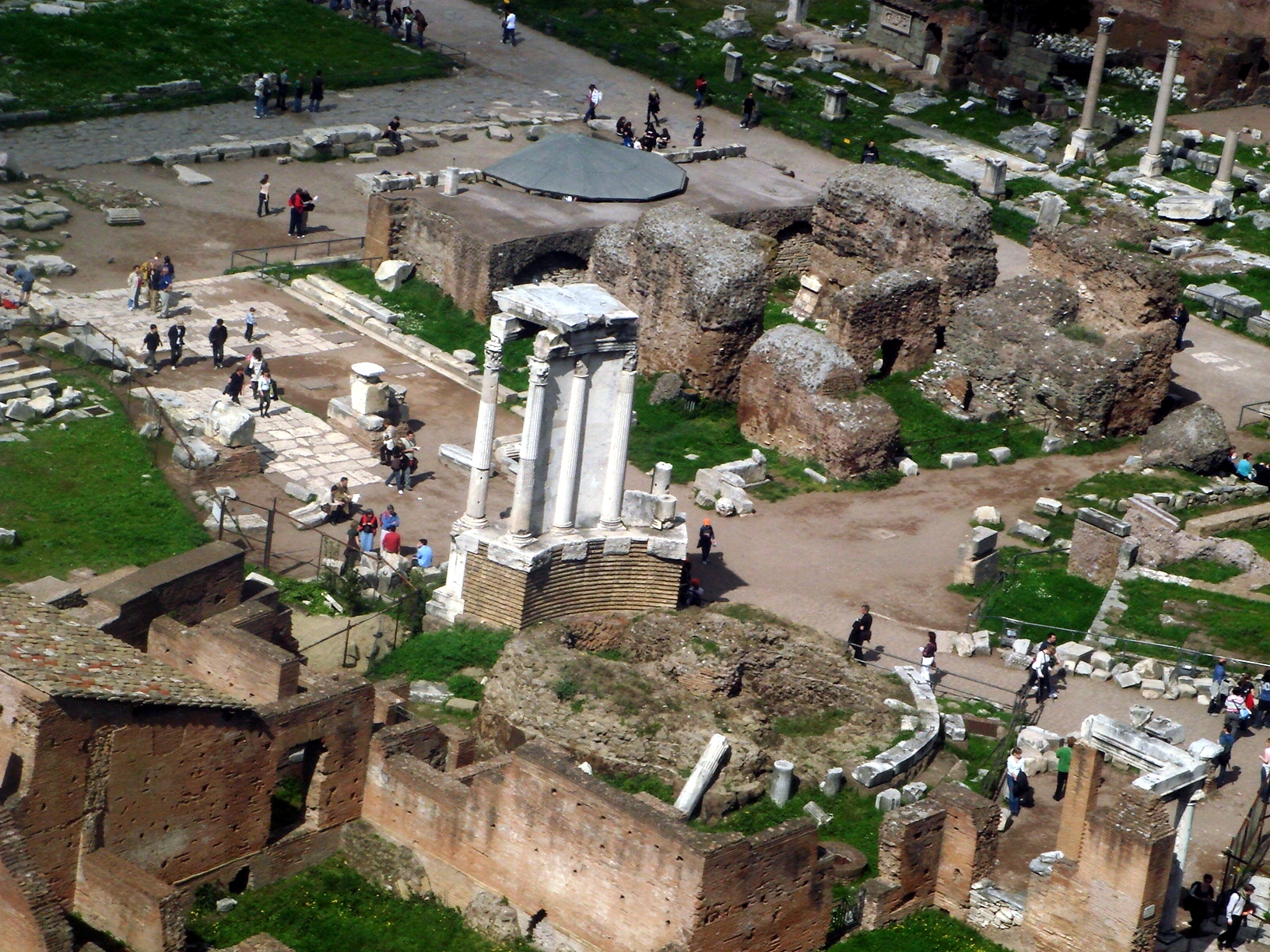
Ruínas do Templo de Vesta, Fórum Romano

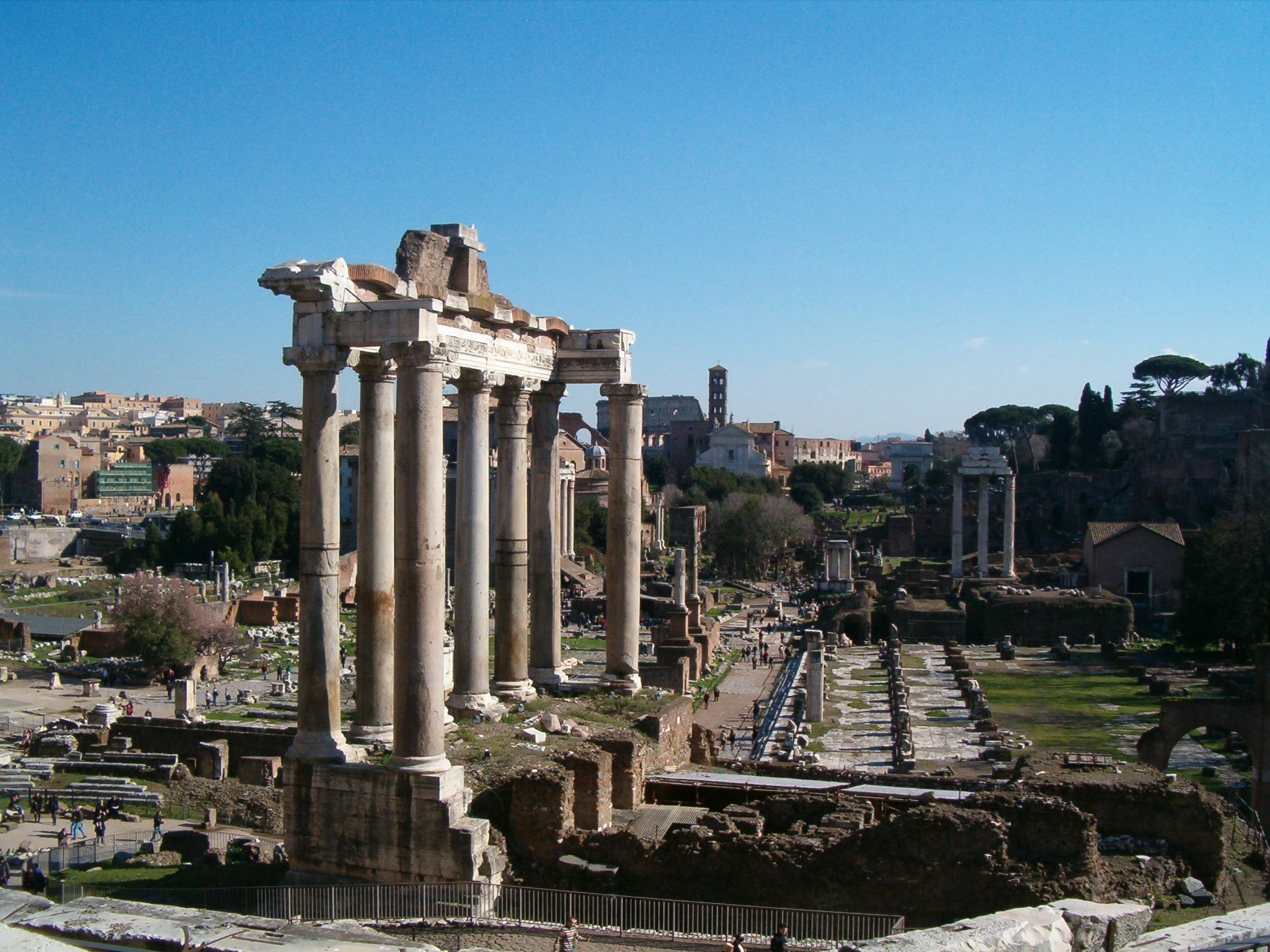
Ruínas do Templo de Saturno, Fórum Romano

Vesta, deusa protetora do lar, tem seu nome proveniente, segundo Georges Dumézil, de uma raiz indo-europeia; segundo estudiosos, suas origens estão associadas com o deus védico Agni. Vinculada com o fogo sagrado da fecundidade, esteve envolvida em uma versão do nascimento de Rômulo, Sérvio Túlio e de Cêculo, fundador de Palestrina. Além de Vesta, os romanos cultuavam outras entidades que atuavam como guardiões do lar, assim como, por extensão, dos romanos: os lares, penates, gênios e junos. Os lares eram espíritos que atuavam tanto como entidades boas (protetores dos lares, famílias, marinheiros e militares, campos, estradas e da própria Roma[j]) ou ruins. Os penates, originários de Troia (foram trazidos por Eneias), eram uma dupla de deuses protetores da despensa das residências romanas. Os gênios, segundo a tradição romana, eram entidades que atuavam como protetores de todos os homens (as mulheres eram protegidas pelas junos, servas da deusa Juno), de modo que cada um tinha o seu, até mesmo Roma; apresentavam-se como figuras aladas ou como homens com uma cornucópia.
Diana, deusa associada à caça, à Lua e aos partos, tem em seu nome uma raiz indo-europeia, a mesma da qual deriva o nome do deus védico Diaus e as palavras latinas deus e dies (dia, luz do dia); em tabuletas de Pilos o teônimo διϝια é, segundo estudiosos, uma referência a Diana. Seu culto presumivelmente iniciou-se em Arícia com cultos ao ar-livre entre os latinos, tendo se espalhado para as cercanias de Roma onde, no século VI a.C., Sérvio Túlio erigiu no monte Aventino um templo dedicado a ela. O culto aos deuses romanos que simbolizavam o Sol e a Lua (Luna), segundo a tradição, foi estabelecido em Roma por Tito Tácio, a partir de divindades sabinas. Sol foi identificado como o avô do rei latino. A Luna foram dedicados dois templos, um no monte Aventino, abaixo do Templo de Diana, e outro no Palatino.
No panteão romano havia uma infinidade de divindades ligadas com os cultos campestres. Ceres, deusa da fertilidade pastoral, agrícola e humana, hipoteticamente possui uma origem indo-europeia, como sugere a raiz de seu nome. Cultos arcaicos são evidenciados entre muitos vizinhos dos romanos, como latinos, oscos, samnitas e uma inscrição falisca datada de século 600 a.C. ressalta preces à deusa. Ao longo do tempo, em solo romano, o nome Ceres tornou-se sinônimo de grãos e, por extensão, de pão. Saturno, deus ligado aos primórdios da agricultura e do cultivo de parreiras, foi cultuado como uma das divindades fundadoras romanas; um templo iniciado durante o reinado de Tarquínio, o Soberbo e concluído em 497 a.C., localizado no Capitólio, foi dedicado a ele.[k] Ops, esposa de Saturno, foi a deusa vinculada à colheita, riqueza, abundância e prosperidade; foi introduzida nos cultos romanos por Tito Tácio a partir de uma divindade sabina; a ela foi dedicado um templo no Capitólio, próximo aquele dedicado a seu esposo. Fauno, padroeiro da agricultura e protetor dos pastores, por vezes é identificado, nomeadamente na obra de Virgílio, como um dos antigos reis do Lácio, tendo sido filho de Pico, filho de Saturno. Foi, como Numa, um disseminador de cultos no Lácio e, segundo as tradições, em seu reinado chegaram ao Lácio os heróis Evandro e Hércules. Conso, deus protetor dos grãos e silos, de possível origem etrusca ou sabina, foi uma das mais antigas divindades agrárias romanas. Representado como uma semente, a ele foi dedicado um altar próximo do Circo Máximo. Mater Matuta, originalmente uma deusa sabina, foi incorporada ao panteão romano e a ela foi dedicado um templo erigido por Sérvio Túlio próximo ao local onde futuramente seria fundado o Fórum Boário.

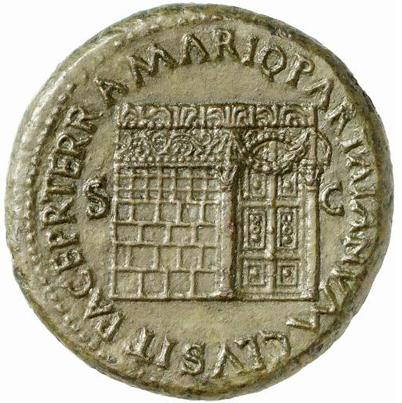
Imagem do templo de Jano em um sestércio do reinado de Nero r.

Durante a monarquia, antes da propagação do culto de alguns deuses como Plutão e Prosérpina, os romanos criaram os primeiros conceitos de seu submundo através de divindades indo-europeias. Orco,[l] deus dos mortos e dos juramentos, posteriormente associado com outro deus romano, Dis Pater, foi uma das primeiras divindades do submundo; seu culto foi amplo em meios rurais. Outra divindade importante do submundo foi Libitina,[m] deusa dos funerais e sepultamentos. A ela foi dedicado um bosque situado no monte Esquilino que, assim como outras localidades associadas com entidades do submundo, foi considerado "insalubre e de mau agouro". Sérvio Túlio, em seu reinado, estabeleceu uma taxação conhecida como "imposto da morte" que consistia no pagamento de uma moeda para o templo de Libitina quando uma pessoa falecia.
Segundo autores clássicos, Rômulo e Tito Tácio, ou Numa Pompílio,[n] estabeleceram o culto a Término, deus dos marcos de fronteira, a partir de uma divindade sabina, uma vez que a palavra Término (em latim: Terminus significava em latim pedra fronteiriça; presumivelmente esta divindade originou-se de um deus protoindo-europeu. Especula-se que uma pedra dedicada ao deus estava situada no monte Capitólio antes de Tarquínio Prisco ou Tarquínio, o Soberbo erigirem um templo no local; a pedra foi levada ao templo e acreditava-se que sua imobilidade era um bom presságio para a permanência das fronteiras da cidade. Fortuna, deusa romana da sorte e da fortuna, foi estabelecida por Anco Márcio ou Sérvio Túlio. O primeiro templo dedicado a ela foi erigido durante o reinado de Sérvio Túlio nas margens do rio Tibre (em Trastevere). Sanco, originalmente uma divindade úmbria, introduzida ao panteão romano por Tito Tácio, foi o deus da verdade, honestidade e juramentos. Durante o reinado de Tarquínio, o Soberbo foi erigido um templo em sua homenagem.
Numa Pompílio associou Jano, deus dos começos e transições, ao primeiro mês do calendário, Janeiro. Devido a suas características como divindade, a ele foram associadas diversos elementos como a luz, a Lua, o Sol, o tempo, o movimento, o ano, as portas,e as pontes. Numa erigiu o Jano Gemino (Ianus Geminus), templo consagrado ao deus que foi ritualmente aberto em tempos de guerra e fechado quando as forças romanas descansavam, além de uma estátua, ambos localizadas em Argileto (antiga estrada romana). Especula-se que o epíteto Gêmeo (Geminus) tenha sido cunhado durante o reinado de Numa.

### Festivais

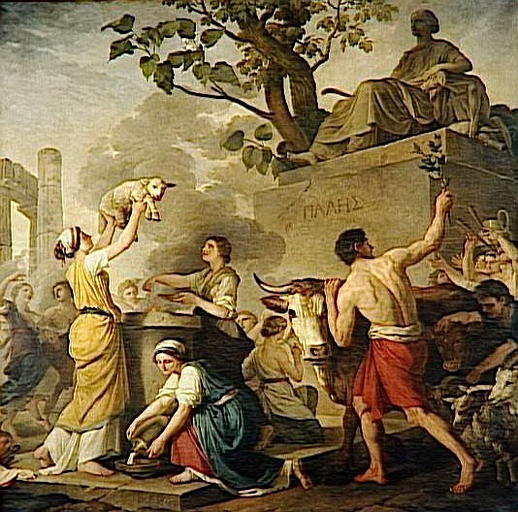
Festival de Pales, ou O verão, óleo sobre lona, Joseph-Benoît Suvée (ca. 1783), Museu de Belas Artes de Ruão

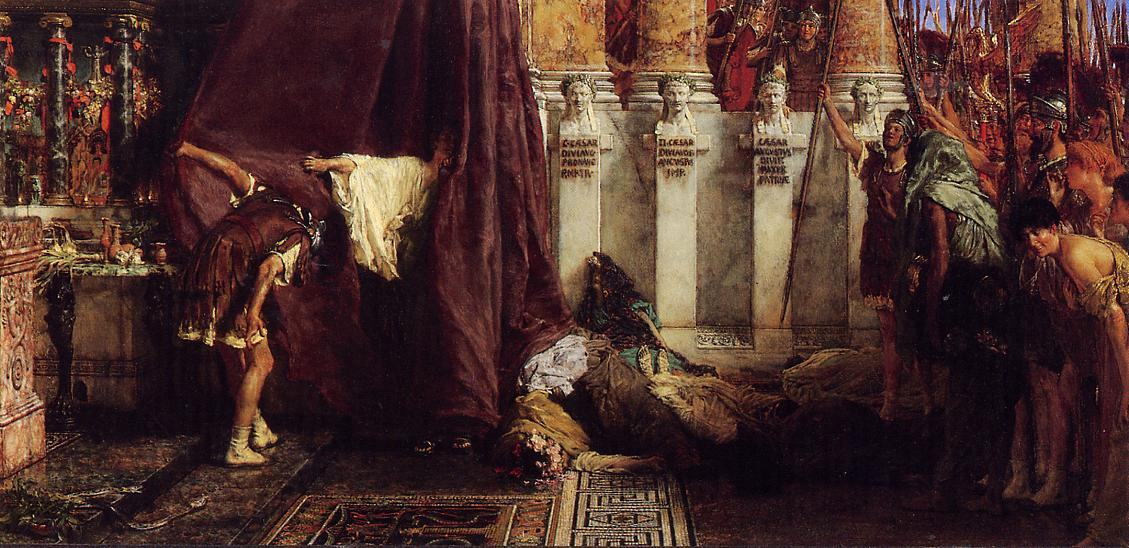
Ave, Caesar! Io, Saturnalia!, óleo sobre painel, Lawrence Alma-Tadema (ca. 1880), Museu de Arte de Akron

Os calendários romanos mostram cerca de 40 festivais religiosos anuais. Alguns duravam vários dias, outros um único dia ou menos: havia no calendários os dias sagrados (dies fasti), em menor números, e os não sagrados (dies nefasti). A comparação de calendários religiosos romanos sobreviventes sugere que festivais oficiais foram organizados de acordo com grandes grupos sazonais que permitiram diferentes tradições locais. Alguns festivais podem ter exigido apenas a presença e os ritos de seus sacerdotes e acólitos, ou grupos específicos.
Um dos mais antigos rituais conhecidos dos romanos foi o Férias latinas (Feriae Latinae) celebrado desde antes da fundação de Roma, num contexto pastoril pré-urbano, de modo a reafirmar a aliança entre os membros da povos albenses (em latim: populi albenses; século X - século VIII a.C.)[o] e da liga Latina (século VII-338 a.C.). Cada cidade latina enviava um representante com ofertas, tais como ovelhas, queijo, ou outros produtos pastorais. O líder romano que estivesse presidindo o festival oferecia uma libação de leite e realizava um sacrifício de uma ovelha, sendo a carne do sacrifício consumida como parte de uma refeição comunal. Em meio às festividades, figurinhas chamadas oscila eram penduradas nas árvores. A Lupercália, outro festival pastoral romano, presumivelmente foi estabelecido antes da fundação da cidade. Realizado entre 13-15 de fevereiro, tinha como finalidade evitar maus espíritos e purificar a cidade, propiciando saúde e fertilidade. Na Antiguidade acreditava-se que o nome Lupercália demonstrava alguma ligação com o antigo festival grego de Licaia (em grego: λύκος; romaniz.: lukos; em latim: lupus) e a adoração do deus Pã, assumido como um equivalente do deus grego Fauno, instituído por Evandro; durante a república associou-se o festival à loba capitolina, uma instituição atribuída a Rômulo e Remo. Os ritos eram realizados pelos lupercos (Quintilianos [Quinctiliani] e Fabianos [Fabiani]), uma corporação de sacerdotes de Fauno, que vestiam-se apenas com pele de cabra.
A Parília, celebrada anualmente em 21 de abril, visava a purificação tanto dos pastores como das ovelhas. Esse festival era celebrado em reconhecimento da divindade romana Pales (patrona dos pastores e ovelhas) e, segundo Ovídio, antecede a fundação de Roma; durante a república tardia foi associado ao aniversário da cidade. A Cereália era um dos grandes festivais dedicados à deusa Ceres. Era realizado durante sete dias a partir de meados para o final de abril, no entanto, as datas são incertas. Sua natureza arcaica é evidência de sua relação com um ritual noturno descrito por Ovídio, no qual tochas eram amarradas na cauda de raposas vivas. A finalidade e origem desse ritual são desconhecidas, mas pode ter sido destinado a limpar as culturas e protegê-las de doenças e pragas, ou trazer calor e vitalidade para o seu crescimento.
A Lemúria era celebrada nos dias 9, 11 e 13 de maio. Durante esse festival, os romanos realizavam ritos para exorcizar os fantasmas (lemures ou larvae) de suas residências. Sua origem provém de outro festival, a Remúria, instituída por Rômulo para apaziguar o espírito de Remo. A Equíria, estabelecida por Rômulo, era dedicada ao deus Marte e ocorria em 27 de fevereiro, segundo o calendário romano. Neste festival, a divindade era celebrada através de corridas de cavalo, prática corrente em outras festividades como a Consuália. Segundo Tito Lívio, a Consuália foi criada por Rômulo em homenagem ao deus Conso com o intuito de atrair novos moradores para Roma. A Saturnália, estabelecida por Rômulo ou Numa Pompílio, era celebrada em honra ao deus Saturno, originalmente em 17 de dezembro. Era comemorada com um sacrifício no templo de Saturno e um banquete público, seguido por oferendas privadas, festas contínuas, e uma atmosfera de carnaval onde os mestres serviam os escravos.

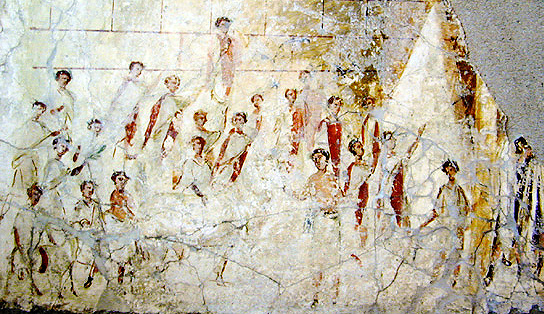
Homens romanos com togas pretextas participando de uma cerimônia religiosa, provavelmente a Compitália. Afresco encontrado nos arredores de Pompeia

A Fornocália, instituída por Numa Pompílio, era dedicada à deusa Fornax a fim de que os grãos fossem devidamente cozidos. A Robigália, outro festival instituído por Numa, era realizada em 25 de abril e consistia no sacrifício de um cão para proteger as culturas de grãos de doenças. Devido à presença do rei e do flâmine quirinal nas festividades, especula-se que seja de origem sabina. A Fordicídia, realizada em 15 de abril, era um festival da fertilidade tanto das culturas como dos animais. Instituído por Numa, envolvia o sacrifício de uma vaca grávida para Telo, deusa da terra.
A Compitália, realizado uma vez por ano em honra aos lares compitais, foi, segundo alguns escritores, estabelecida por Tarquínio Prisco, em consequência de ter assistido o milagre do nascimento de Sérvio Túlio, que era supostamente o filho de um lar familiar, uma deidade guardiã da família; Dionísio de Halicarnasso afirma que quem estabeleceu o festival foi o próprio Sérvio Túlio. Celebrado dias depois da Saturnália, a Compitália consistia na oferenda de bolos de mel para os lares. Cada família depositava em frente à sua residência uma estátua da deusa Mania, assim como bonecos masculinos e femininos de lã em reverência aos lares e à deusa; os escravos ofereciam bolas de lã.

## Direito romano

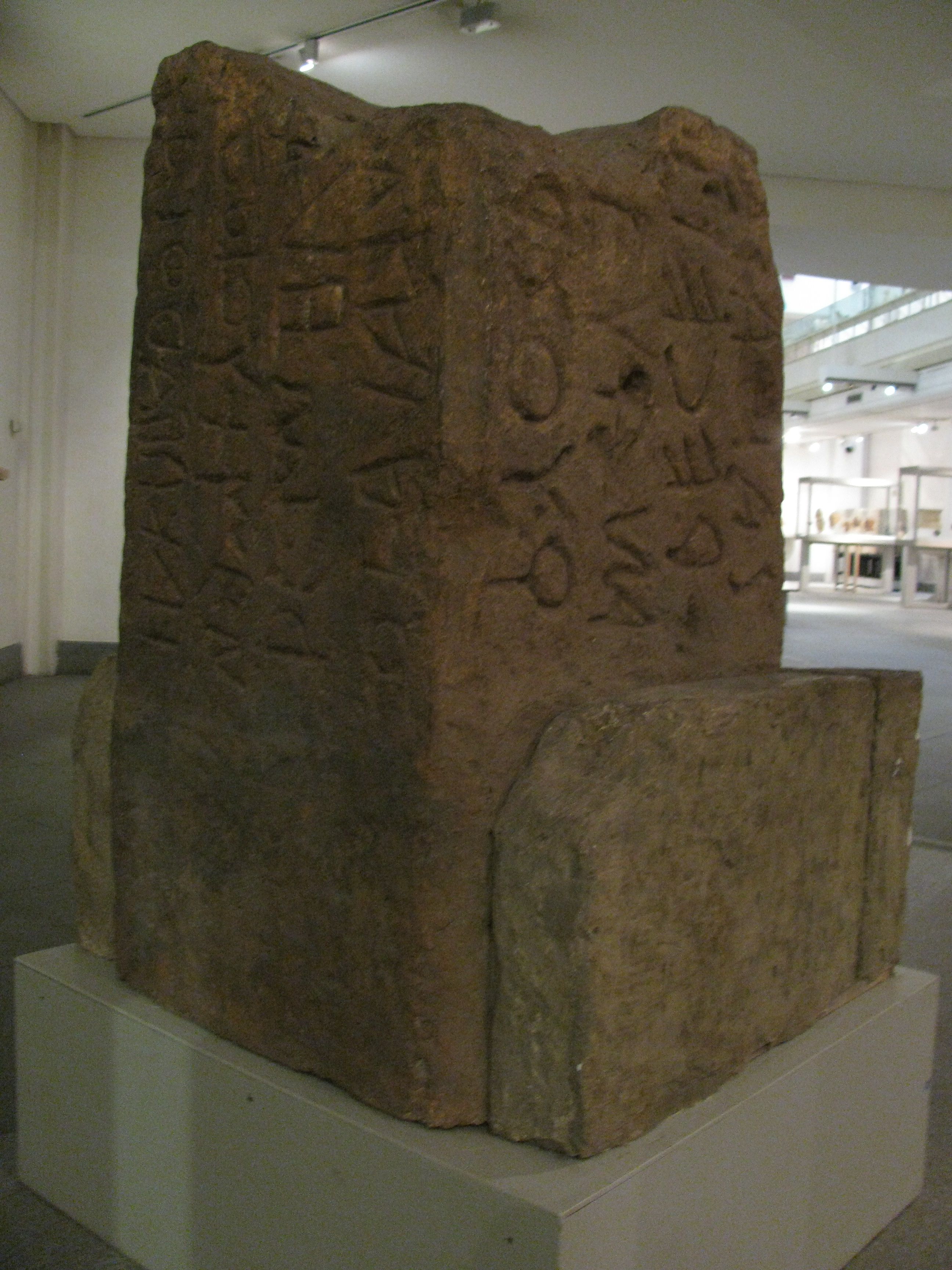
O célebre Lápis Níger, do Fórum Romano, está entre os mais antigos objetos romanos, Museu Nacional Romano

Durante a monarquia romana, segundo alguns autores, o conjunto de leis que vigorou em Roma foram as "leis do rei" (leges regiae). Suas origens remontam à instituição tanto do senado como da assembleia das cúrias por Rômulo. Sua função, mais do que apenas um instrumento do poder dos reis, era de criar leis que respondessem à necessidade de uma sociedade constituída por diferentes tribos, principalmente em assuntos em que os mores (costumes) não fosse suficientes. Concediam aos reis uma maneira de resolver questões religiosas e militares, quer diretamente quer por meio de algum auxiliar como o mestre do povo (magister populi) do período dos Tarquínios. Desse modo, enquanto por um lado as leis do rei criavam novas leis diferentes dos costumes, por outro lado transformaram alguns deles em leis.
As leis do rei foram estabelecidas com bases na influência externa sofrida pelos romanos ao longo dos séculos. Inicialmente nota-se uma clara influência grega, uma vez que desde o século VIII a.C. há indícios de relações comerciais e/ou políticas entre romanos e gregos. Além disso, segundo autores clássicos, Rômulo estudou em Gábios, um centro sob influência grega. Outra influência é a sabina, que se reflete no uso de pele de boi como um suporte para a escrita, assim como no teor de algumas das leis. E por fim, a influência etrusca torna-se evidente a partir do governo dos reis etruscos tendo ela sido de natureza política, econômica e judicial. Um exemplo desta influência seria a postura dos reis em relação as gentes que perderam muito de suas funções durante seus reinados.
Segundo fragmentos de Sexto Pompônio e de outros autores clássicos, as leis do rei eram deliberadas tanto pelo senado como pela assembleia das cúrias (comitia curiata) e aprovadas pelo rei das coisas sagradas e pelo pontífice máximo. No entanto, há quem defenda que, devido ao poder dos reis, eram eles que decidiam, sem o veto das cúrias, tendo apenas o apoio do Colégio de Pontífices, além da deliberação do senado. Especula-se que as cúrias possuíam apenas a função de participar publicamente na promulgação das leis. Em certas ocasiões os reis realizaram assembleias comiciais semelhantes às do período republicano. Isso é atestado pelas palavras Q(uando), R(ex), C(omitiavit), F(as) presentes no primeiro calendário romano.
As leis do rei foi, em suma, aplicado para sancionar instâncias de natureza religiosa, no entanto, estas não foram as únicas sanções em uso. Outras incluem o confisco de propriedade e a pena de morte, que não foi administrada em nome de qualquer princípio sacro, mas na retribuição de um crime com um castigo igual.

## Fim do reino e começo da república

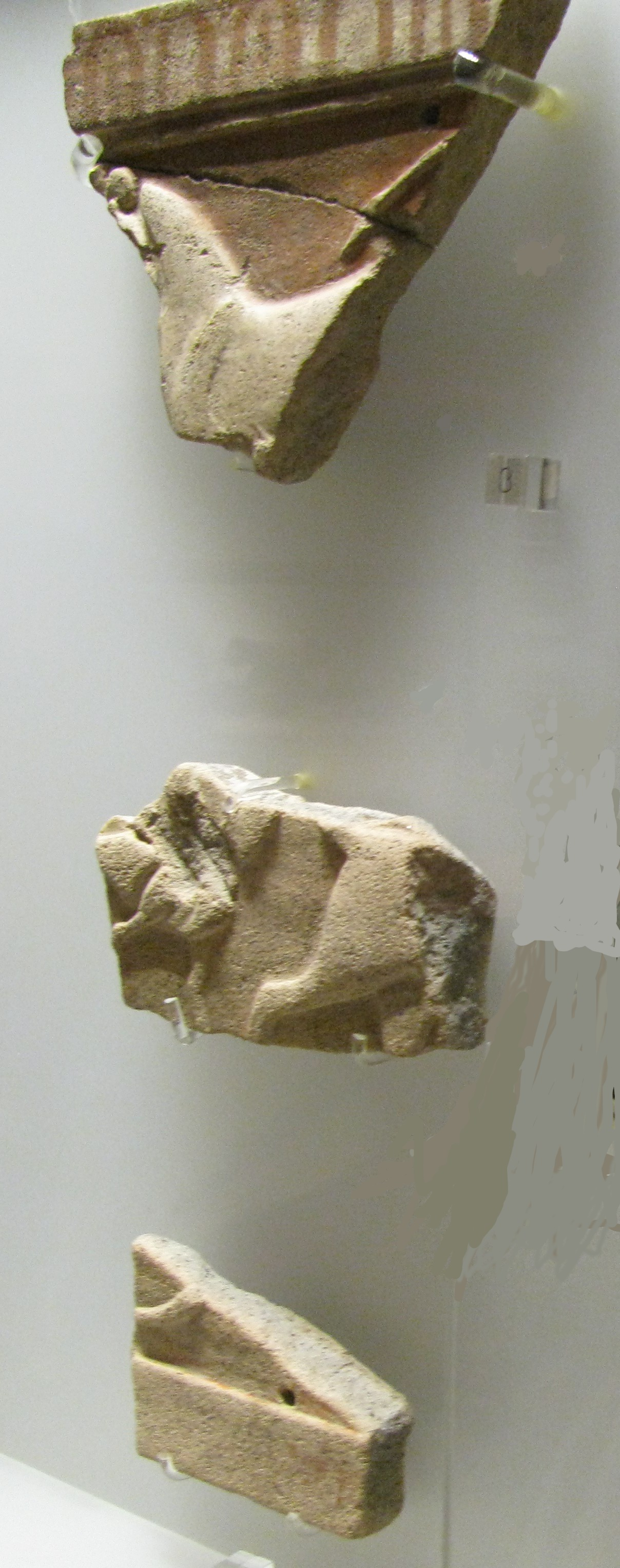
Fragmentos de placas decorativas etruscas de terracota de Régia, no Fórum Romano (ca. século VI a.C.)

O período entre a fundação de Roma e a expulsão de seu último rei durou dois séculos e meio. Tendo começado, como outras cidades do Lácio, como um simples refúgio de pastores, o assentamento no Palatino expandiu-se até dominar todo o círculo das sete colinas. Lentamente, em paralelo com esse crescimento interno, uma sucessão de conquistas levou as fronteiras às duas margens do Tibre, até ao mar Tirreno, a uma longa faixa do Lácio, desde Óstia até Circeios, e desde a fronteira sabina e às terras altas dos volscos. Devido à política liberal, houve um constante fluxo de novos colonizadores, que trouxeram força e conhecimentos à comunidade. Com o passar do tempo, a presença dessa nova população, fora do círculo privilegiado dos fundadores, trouxe problemas que foram superados e contribuíram para a formação de legisladores e estadistas entre as classes dirigentes. Assim, após mais de dois séculos de existência, em 509 a.C., terminou o período real e a República Romana inicia-se sem que se verifique qualquer ruptura violenta das tradições.
Um dos principais fatores que sustentam a transição gradual é o grande contingente etrusco que habitava Roma no fim do reino. Um dos povos que mais influenciou Roma neste período, importaram para a cidade diversos elementos como o fasces (feixe de varas e machados que simbolizava o imperium dos reis), os jogos, os triunfos, certas práticas cultuais e cerimoniais, as túnicas, os deuses e as artes (arquitetura, cerâmica de búcaro, artes decorativas). Em 509 a.C., quando o senado destitui Tarquínio do trono e em seu lugar elegeu dois magistrados, inicialmente chamados de pretores e depois de cônsules, não se verifica uma expulsão maciça dos etruscos; tal característica da Roma arcaica de absorver os imigrantes também é atestada em muitas cidades etruscas onde pode-se há contingentes gregos, latinos e itálicos. Seja como for, com o fim do poder dos monarcas, os cônsules restauraram os trezentos membros do senado que haviam sido reduzidos sob Tarquínio e iniciaram seu mandato sob supervisão dos senadores que durante a república adquiriram plenos poderes de decisão dos assuntos do Estado e, até o advento do império, seriam a força atuante na política da Roma Antiga.
Os últimos reis romanos, ao contrário de seus antecessores, basearam sua posição no apoio popular e desafiaram o poder e os privilégios dos aristocratas. Para tanto, tal como os tiranos gregos, levaram a cabo uma ambiciosa política exterior, fomentaram as artes e empreenderam grandes projetos arquitetônicos. Além disso, tentaram legitimar sua posição atribuindo-se um especial e pessoal favor dos deuses (Sérvio Túlio alegou parentesco com Fortuna) e adotaram um governo de caráter populista; autores como Tim Cornell afirmam que as reformas de Sérvio Túlio se enquadram nesse âmbito. O caráter populista e aristocrático do regime dos últimos reis é confirmado pela posterior atitude romana com respeito à autoridade monárquica. Na República, a simples ideia de rei provocava profunda repulsa, uma vez que ia em desencontro com a ideologia aristocrática da classe dominante. Assim, dentre os membros da oligarquia rural, havia o horror de que um deles tentasse situar-se acima de seus iguais ao defender as necessidades das classes baixas e por isso ganhasse o apoio delas; Espúrio Mélio, Marco Mânlio Capitolino e os irmãos Graco foram executados pela acusação de monarquismo (regnum).